# Viticulture au Portugal
La viticulture au Portugal a été introduite au cours de l'Antiquité par les marchands phéniciens, carthaginois, grecs et romains. Ses différents terroirs, dans leurs traditions vitivinicoles et leur encépagement, reflètent ces influences. Sans oublier l'importance qu'a eue sur l'élaboration des vins du Portugal, dès le Moyen Âge, le négoce avec l'Angleterre en particulier pour le porto puis le madère.

## Histoire

### Préhistoire et antiquité

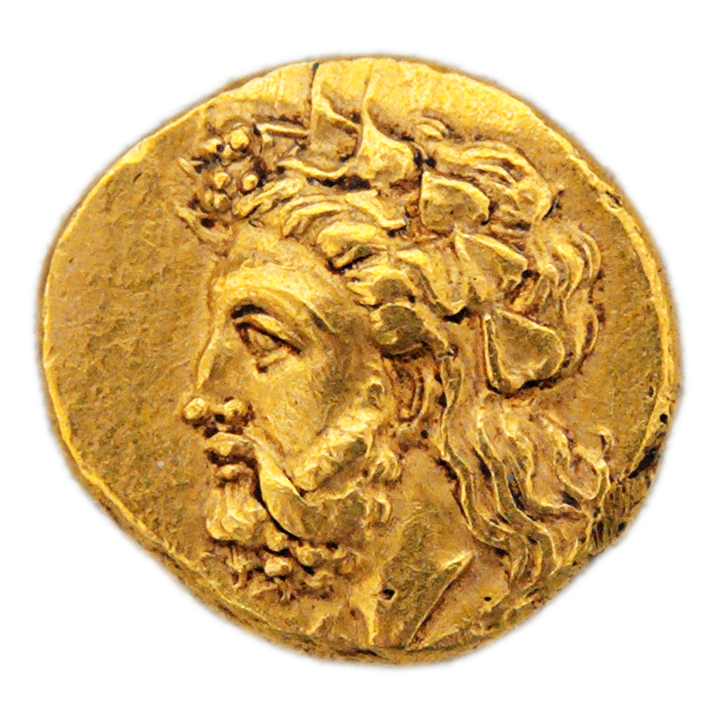
Statère d'or frappé à Lampsaque, vers 360-340 av. notre ère, avec au droit la tête de Dionysos couronné de lierre

Dans la mythologie, Lusus était le fils ou compagnon de Bacchus (Dionysos). La province romaine de Lusitanie qui correspond en partie au Portugal actuel, aurait reçu son nom de ce personnage mythologique lié au dieu du vin. Quant à Pline l'Ancien, il rapporte que la province de Lusitanie pourrait trouver l'origine de son nom dans le terme lusus (jeu) associé à Bacchus : 

« Varron assure que l'Espagne entière a été peuplée de colonies ibériennes, perses, phéniciennes, celtiques et carthaginoises; que le jeu (lusus) de Bacchus ou Lysas, célébrant avec lui les bacchanales, a donné le nom à la Lusitanie. »

Qui des Phéniciens - qui remontèrent le Tage et le Douro - des Grecs ou des Romains apportèrent vignes et viticulture ? Nombre d'auteurs sont partagés sur leur genèse au Portugal. Il y a trois écoles. La première explique que la culture de la vigne avait précédé l'arrivée des Romains et particulièrement dans le nord du pays. La seconde, est celle des Minhotos, les vignerons locaux, qui font remonter son origine aux Grec. La troisième, prenant en compte les vignes arbustives, et en référence à Ulmisque adjungere vitis, affirme qu'elle doit tout aux pratiques romaines.

### Moyen Âge

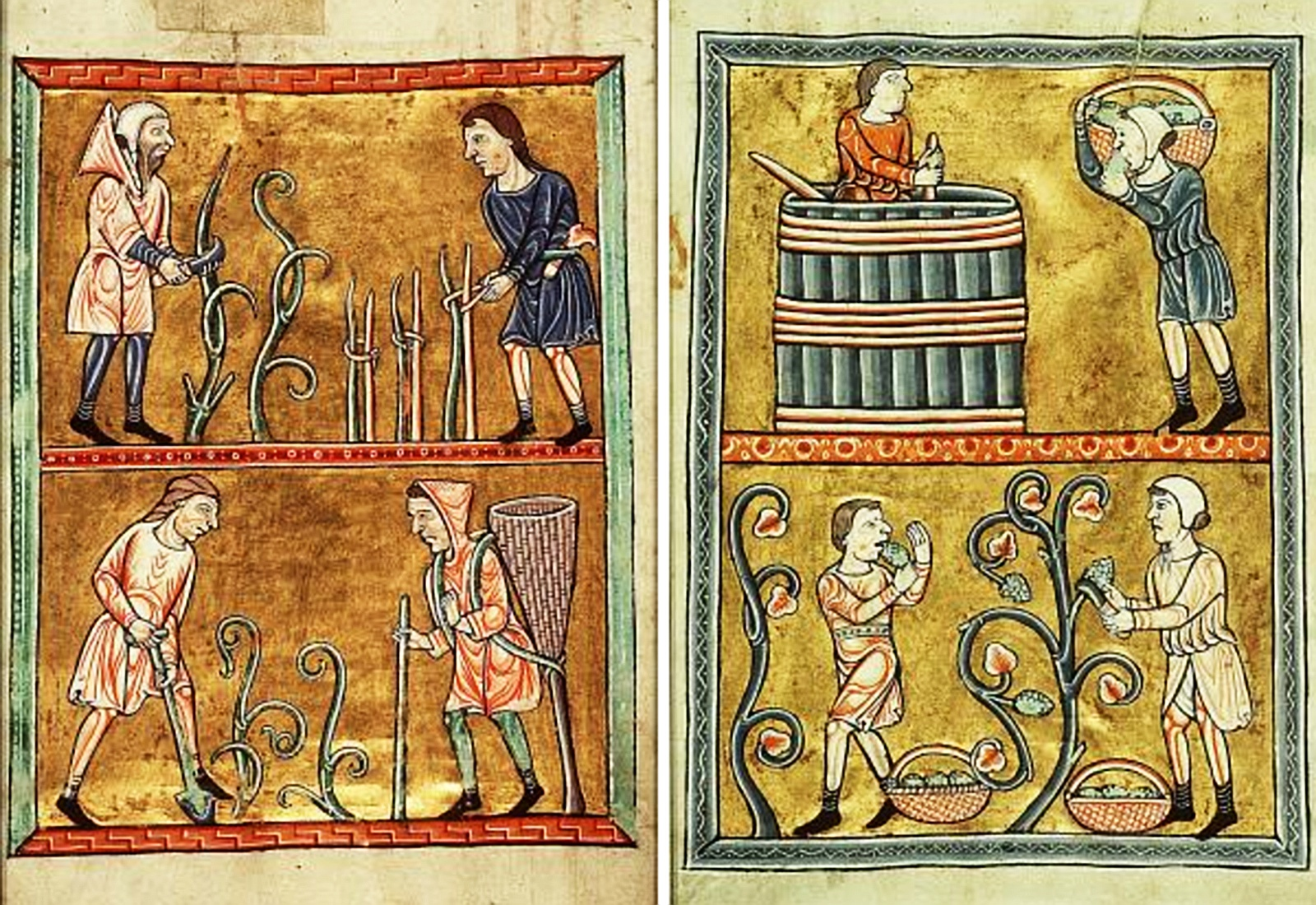
Les quatre saisons de la vigne au Moyen Âge

Avant même la fondation d'un Portugal indépendant, en 870, une donation en vignes fut faite au couvent de Alpendurada à Marco de Canaveses. Puis ce fut le roi Ordonho qui, en 960, dans son testament, fournit la manse de l'église São Tiago, aujourd'hui dans la paroisse civile de Correlhã, dépendante de la municipalité de Ponte de Lima.
Dias Mumadonna, en 949, puis ses fils Alvito et Toda Mumadona, en 973, paraphèrent des actes décrivant des propriétés entourés de ceps. C'est dans le Minho, berceau du Portugal et ancien Comté de Portucale, qu'Alphonse 1er Henriques de Guimaraes proclama la naissance de la nation portugaise.
Après avoir vaincu les Maures, en 1147, Alphonse Ier, fit appel aux cisterciens. Afin de parfaire leur installation, il leur fit don, en 1153, d'un vaste domaine à Alcobaça, où ils purent construire une abbaye recevant 900 moines. Ainsi l'ordre de Cîteaux put fonder plus que 100 couvents et influença efficacement la viticulture. Des hautains sont évoqués en 1220 et 1228 dans les « Ordonnances et Enquêtes », lors de dépositions témoignant de l'extension de la vigne dans le Nord-Ouest du Portugal. Au cours du XIIIe siècle, les archives de la paroisse de Areias (Santo Tirso), précisaient qu'il y avait des « vignes hautes sur pied » et des latadas, ancêtres des treilles.
Le roi Denis Ier (1261-1325), issu de la maison de Bourgogne, appelé le roi paysan, encouragea si de façon décisive l'agriculture et la viticulture. Après la bataille d'Aljubarrota, entre Leiria et Alcobaça, en 1385 et au traité de Windsor (1386), la production était assez organisée pour qu'Édouard III d'Angleterre puisse signer des accords de commerce avec le Portugal pour le négoce entre la laine anglaise et le vin de la région du Minho.
Ce fut au cours de ces années 1380, que des navires anglais vinrent à Lisbonne pour charger des tonneaux d'Osoye, un vin provenant des vignobles d'Azoia, sans doute l'ancêtre du Muscat de Setúbal. Et durant cette même période, le bastardo, nom local du trousseau, un des neuf grands cépages du porto, servit à élaborer un vin estimé.

### Renaissance

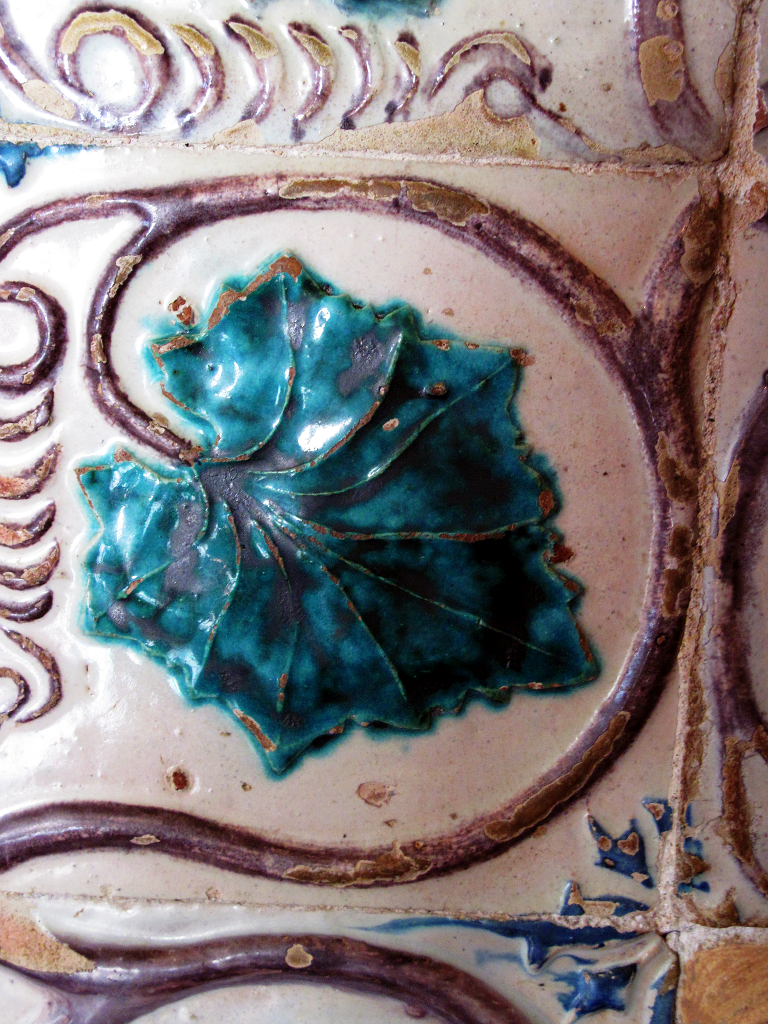
Palais national de Sintra, feuille de vigne, azulejo du XVe siècle.

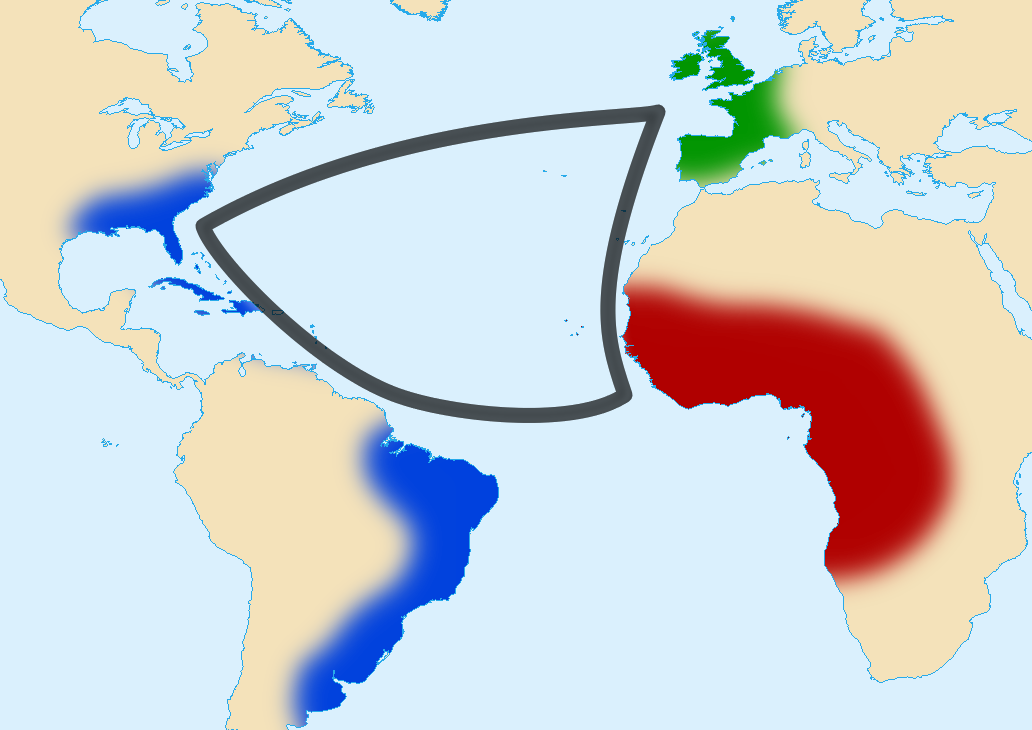
Commerce triangulaire entre l'Europe et les Amériques :
Esclaves, vin, morue et textiles

Sous Henri le Navigateur (1394-1460), des muscats et raisins de Malvoisie furent plantés dans l'île de Madère. C'est au siècle suivant que, pour la première fois, a été fait usage du qualificatif de vinho verde. Le terme fut employé, en 1549, dans un écrit du docteur João das Regras. La marine portugaise sillonnait alors mers et océans, conquérant des colonies et installant des comptoirs du Groenland à Goa, de la Chine au Brésil.
Quelques années plus tard, après la mort du roi Sébastien Ier, parti en croisade contre les Maures au Maroc, Philippe II d'Espagne annexa le royaume en 1580. Ce fut cette même année que les vins du Charneca, près de Lisbonne, commencèrent à s'imposer en Angleterre. Shakespeare, dans sa pièce Henri VI rapporte le grand renfort de toasts que l'on portait alors avec ce vin. Quelques vingtaines d'années plus tard, au début du XVIIe siècle, la première factory était fondée à Porto. Suivent d'autres feitorias implantées à Viana et à Lisbonne. Quand le Portugal retrouva son indépendance, en 1644, l'Angleterre avait pris des positions économiques telles dans ses ports que le pays était quasiment devenue sa colonie.
À partir de 1660, les négociants anglais tinrent le haut du pavé. Leurs bâtiments de commerce avaient mis en place un juteux trafic triangulaire concernant l'Entre-Douro-e-Minho, pour ses vins, la Terre-Neuve, pour sa morue, et l'Angleterre, pour ses filatures. Et les propriétaires de vignobles de la région de Viana do Castelo troquaient même leur production contre des esclaves noirs.
Ils ne restèrent pas longtemps seuls à négocier sur place à Lisbonne, Porto et Viana. À partir de 1672, Louis XIV ayant envahi les Provinces-Unies, Les Hollandais se tournèrent vers le Portugal. Ils s'approvisionnèrent dès lors en vin blanc à Lisbonne, et en vin rouge à Porto. Ils remontèrent le Douro jusqu'à Lamego, limite des vignobles produisant le porto. Leur concurrence fut telle qu'en 1677, les négociants anglais installés sur place adressèrent un mémoire au Parlement de Londres pour supplier les parlementaires de baisser les taxes sur les vins portugais.
Cela n'eut qu'un temps et pour deux raisons. La première fut que le vin le plus recherché était celui des vignobles de Monção. Les relevés des registres commerciaux indique que c'était un vin blanc, produit à partir du cépage alvarinho et dans des vignes basses. La seconde fut déterminante. Après la taxation des vins français par Guillaume III d'Angleterre, en 1693, comme le port de Viana s'ensablait, les négociants en vins anglais préférèrent utiliser celui de Porto.

### Période moderne

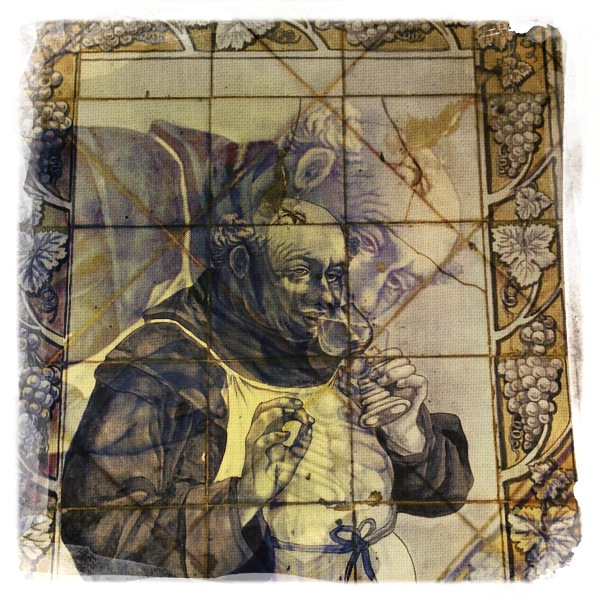
Moine dégustant un priestport, azulejo du château de Saint-Georges à Lisbonne

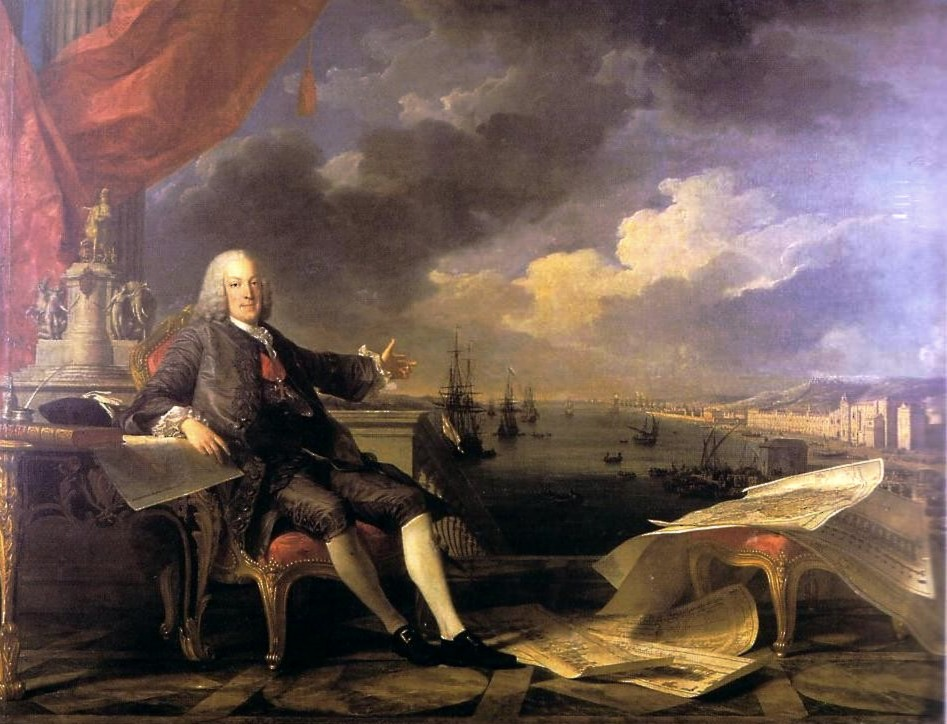
Le Marquis de Pombal, par Louis-Michel van Loo et Claude-Joseph Vernet, 1766

Peu avant sa mort, Guillaume III d'Orange, roi d'Angleterre, chargea l’ancien ambassadeur britannique John Methuen, riche négociant en textile, de passer des accords commerciaux avec les propriétaires de vignobles portugais. Les entretiens se tinrent à Lisbonne entre le marquis d’Alagrete, le duc de Cadavalet le plénipotentiaire anglais. Ils décidèrent que les tissus anglais pourraient pénétrer au Portugal sans restriction tandis que les vins portugais obtiennent une réduction des droits de douane du tiers par rapport à la concurrence française. Le 27 décembre 1703; le traité de Methuen fut ratifiés l’année par les gouvernements respectifs. Ce fut dès lors le début du commerce à grande échelle des vins de Porto, Mais la plupart étaient mal vinifiés et supportaient mal le transport. Rapidement, le choix se porta vers la production des monastères et ces vins furent revendus en Angleterre sous l'appellation priestport (porto des prêtes).
L'Entre-Douro-e-Minho, province surpeuplée, fournissait, dans le même temps, nombre de migrants qui allèrent s'installer principalement au Brésil. Quand certains revinrent, fortune faite, ils ne manquèrent pas de se faire édifier de superbes demeures et d'acheter terres et vignes qu'ils firent mener par métayage. Dans le même temps, la noblesse abandonna l'exploitation directe, ce qui augmenta l'émiettement des exploitations et terres agricoles.
Cette situation perdura durant les XVIIe siècle et XVIIIe siècle. La pratique des petites exploitations, incita les grandes maisons seigneuriales - les manoirs du Minho - à lotir leurs vastes propriétés dont l'exploitation fut, dès lors, confiées à des métayers. Les quelques derniers grands vignobles d'une pièce, en pâtirent, furent arrachés et replantés sur les abords de terres.
Le tremblement de terre qui détruisit Lisbonne, en 1755, allait changer le cours de l'économie viti-vinicole du Portugal. Le marquis de Pombal, premier ministre, pour financer la reconstruction, créa des compagnies qui obtenaient le monopole d'une activité commerciale. Ce fut le cas de la « Compagnie générale d'agriculture et de viticulture du Haut-Douro », fondée en 1756, 
Entrée dans l'histoire sous le nom de « Compagnie vinicole du Douro », elle reçut les pleins pouvoirs et prit le contrôle du commerce du porto. Il y eut désormais deux types de vins : le ramo, pour la consommation au Portugal et au Brésil, le feitoria, de meilleure qualité, pour les Anglais. Le marquis, ce faisant, venait de briser le monopole anglais sur les vins de son pays. Désormais, le porto, tout comme le madère, fut viné par adjonction d'alcool. Ils tendaient dès lors, tous deux, à prendre leurs caractéristiques définitives et obtinrent un grand succès, tant en Angleterre qu'aux nouveaux États-Unis qui sortaient à peine de la guerre de Sécession.
Si les Anglais appréciaient le nouveau porto, son négoce en avait perdu la maîtrise. Il y eut une première tentative en 1809 de regagner du terrain. Lors de la bataille de Porto, face aux troupes françaises, l'armée anglaise reprit Factory House. Napoléon vaincu, l'Angleterre revint avec ses négociants. Leur présence fut telle qu'en 1820, un mouvement nationaliste portugais vit le jour pour réduire leur influence. Comme cela empirait, en 1852, les miguelistes, parisans de Don Miguel, le futur dictateur, s'emparèrent des vignobles du Haut-Douro et firent sauter à Porto la Douro Wine Company.

### Période contemporaine

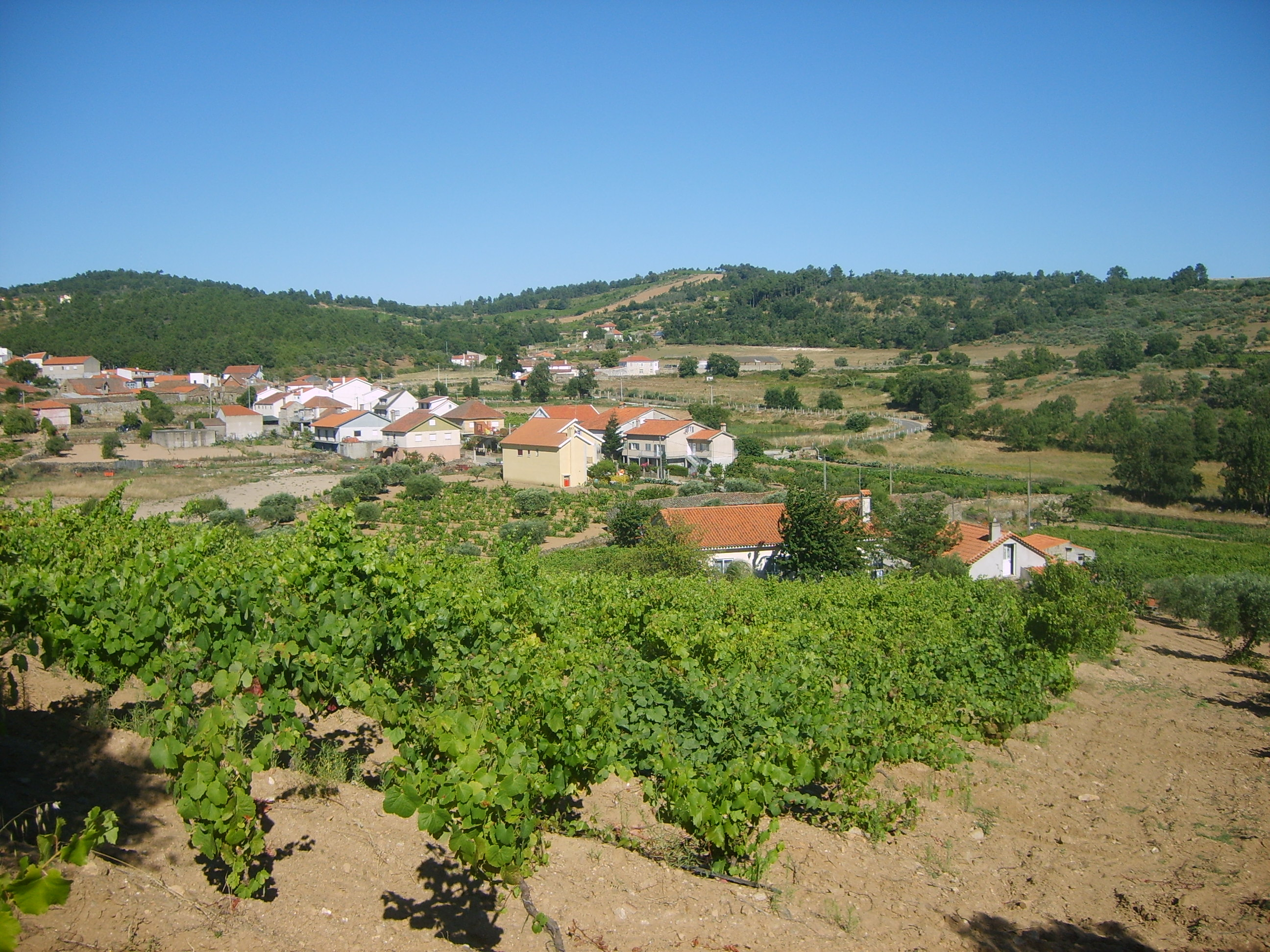
Vignes à Cancelos de Baixo.

La destruction des régions de culture par le mildiou et le phylloxéra déstabilisa la production de vin.
Jusqu'alors considérée comme réservée à la consommation de ménage, la production de vinho verde commença à être organisée dès le début du XXe siècle. Le législateur fit une première délimitation de la zone de production le 18 septembre 1908, elle fut décrétée et passa dans les faits 1er octobre de la même année. Puis le 22 mars 1929, un décret-loi définit le statut particulier de la région et précisa ses limites géographiques actuelles. Dès lors, la « Commission de Viticulture de la région des Vinhos Verdes » fut chargée de faire appliquer cette réglementation. Mais en 1930, la législation sévère de Salazar, tout en attribuant un certificat d'origine aux vins (selo de origem), interdit la création de vignobles et ne les autorisa que pour délimiter les domaines, a interrompu la tradition du vin de Monção.
La fin de la dictature, grâce à la révolution des œillets et l'ouverture vis-à-vis de la communauté européenne permit la renaissance de la viticulture portugaise.

## Géographie

### Orographie

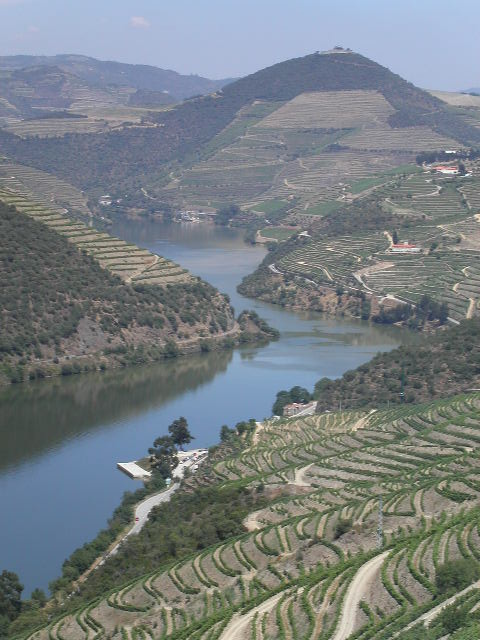
Terrasses viticoles de la vallée du Douro

Dans le Nord du pays, le paysage est plutôt montagneux dans les zones intérieures avec des plateaux, intercalés par des secteurs qui permettent le développement de l'agriculture. Dans le Sud, jusqu'à l'Algarve, le relief est plutôt caractérisé par des plaines. Le Portugal est traversé par plusieurs fleuves, certains naissants en Espagne comme le Douro, le Minho, le Guadiana et le Tage. D'autres fleuves importants naissent au Portugal comme le Mondego, le Sado et le Mira. Le pays compte plusieurs écorégions dont la forêt sclérophyle et semi-caduque ibérique. Le point le plus haut du Portugal continental est situé dans le district de Guarda, c'est la Serra da Estrela avec 1 993 m.
Les îles de Madère, au contraire des Açores qui sont localisées sur un rift au milieu de l'océan Atlantique, sont situées sur la plaque africaine.
Quelques îles sont récemment entrées en éruption comme à São Miguel en 1563 et Capelinhos en 1957, ce qui a permis un agrandissement de la superficie de l'île de Faial. Avec toutes les éruptions volcaniques, une nouvelle île pourrait surgir dans un futur proche.

### Climatologie
Le climat du Portugal est de type méditerranéen, tempéré par l'influence de l'océan Atlantique. En dehors de quelques régions dans l'intérieur du pays, les grands froids et les chaleurs écrasantes sont rares ; les hivers sont doux et les étés très ensoleillés et cela presque partout. Les mois les plus froids dans le pays sont généralement en janvier et en février, les mois les plus chauds et les plus secs sont juillet et août. La neige est souvent présente dans trois districts du nord du pays (Guarda, Bragance et Vila Real) et plus on va vers le sud, plus elle se fait rare voire inexistante dans la région de l'Algarve. En hiver la température peut descendre en dessous de −10 ℃ dans la Serra da Estrela, Serra de Montesinho et dans la Serra do Gerês.
Le pays est généralement divisé en quatre grandes zones climatiques :
- La première est celle qui commence de la région du Minho jusqu'à la capitale portugaise (Lisbonne). Située dans le nord du pays et proche de l'océan, cette zone climatique connaît un climat doux relativement humide toute l'année mais également ensoleillé en été.

| Mois                                                | Janv  | Fév  | Mars | Avr  | Mai  | Juin | Juil | Août | Sept | Oct   | Nov   | Déc   | Année |
| --------------------------------------------------- | ----- | ---- | ---- | ---- | ---- | ---- | ---- | ---- | ---- | ----- | ----- | ----- | ----- |
| Températures maximales moyennes (°C)                | 14    | 15   | 17   | 18   | 19   | 22   | 24   | 24   | 23   | 20    | 17    | 14    | 18,9  |
| Températures minimales moyennes (°C)                | 7     | 7    | 9    | 9    | 12   | 14   | 15   | 15   | 14   | 12    | 10    | 8     | 11    |
| Températures moyennes (°C)                          | 10,5  | 11   | 13   | 13,5 | 15,5 | 18   | 19,5 | 19,5 | 18,5 | 16    | 13,5  | 11    | 14,9  |
| Moyennes mensuelles de précipitations (mm)          | 109,9 | 63,5 | 64,5 | 72,7 | 64,8 | 27,7 | 13,3 | 25,3 | 55,2 | 118,8 | 116,8 | 117,2 | 849,7 |
| Source : Données climatologiques de Porto 2000-2007 |       |      |      |      |      |      |      |      |      |       |       |       |       |

- La deuxième zone climatique se situe à l'intérieur des terres avec une influence océanique moins marquée: les températures varient plus fortement au cours de l'année et dépassent souvent les 30 °C en été.

| Mois                                                         | Janv | Fév  | Mars | Avr  | Mai  | Juin | Juil | Août | Sept | Oct   | Nov  | Déc   | Année |
| ------------------------------------------------------------ | ---- | ---- | ---- | ---- | ---- | ---- | ---- | ---- | ---- | ----- | ---- | ----- | ----- |
| Températures maximales moyennes (°C)                         | 12   | 15   | 18   | 19   | 23   | 29   | 32   | 32   | 27   | 21    | 15   | 12    | 22    |
| Températures minimales moyennes (°C)                         | 5    | 6    | 8    | 9    | 12   | 15   | 17   | 18   | 16   | 12    | 8    | 6     | 11    |
| Températures moyennes (°C)                                   | 8,5  | 10,5 | 13   | 14   | 17,5 | 22   | 24,5 | 25   | 21,5 | 16,5  | 12,5 | 9     | 16,5  |
| Moyennes mensuelles de précipitations (mm)                   | 90,5 | 68,7 | 67,3 | 54,3 | 56,6 | 12,8 | 9,0  | 13,3 | 51,9 | 127,2 | 93,3 | 130,1 | 785   |
| Source : Données climatologiques de Castelo Branco 2000-2007 |      |      |      |      |      |      |      |      |      |       |      |       |       |

- La troisième zone climatique commence dès la vallée du Tage jusqu'à la moitié sud du pays. Les hivers sont plus doux tandis que la sécheresse estivale se prolonge de mai à septembre. Particulièrement agréable sur la côte de l'Algarve, il est plus rude dans l'Alentejo qui a une continentalité plus marquée. En Algarve, le printemps commence dès janvier et l’arrière-saison (été de la Saint-Martin) reste ensoleillée jusqu’en novembre.

| Mois                                                  | Janv | Fév  | Mars | Avr  | Mai  | Juin | Juil | Août | Sept | Oct  | Nov  | Déc  | Année |
| ----------------------------------------------------- | ---- | ---- | ---- | ---- | ---- | ---- | ---- | ---- | ---- | ---- | ---- | ---- | ----- |
| Températures maximales moyennes (°C)                  | 15   | 16   | 19   | 20   | 23   | 27   | 29   | 29   | 27   | 22   | 18   | 15   | 20    |
| Températures minimales moyennes (°C)                  | 8    | 9    | 11   | 12   | 14   | 17   | 18   | 19   | 17   | 15   | 11   | 9    | 13,3  |
| Températures moyennes (°C)                            | 11,5 | 12,5 | 15   | 16   | 16,5 | 22   | 23,5 | 24   | 22   | 18,5 | 14,5 | 12   | 16,6  |
| Moyennes mensuelles de précipitations (mm)            | 59,7 | 30,6 | 49,2 | 51,1 | 22,3 | 4,4  | 1,4  | 8,0  | 26,8 | 88,0 | 78,8 | 89,6 | 510,1 |
| Source : Données climatologiques de Sétubal 2000-2007 |      |      |      |      |      |      |      |      |      |      |      |      |       |

- Enfin la quatrième zone climatique est située en plein océan Atlantique, où les îles (Açores et Madère) bénéficient d'un climat également de type méditerranéen avec sécheresse estivale mais hyperocéanique, c'est-à-dire avec des variations de températures très limitées: l'hiver est doux et il n'y a pas de grandes chaleurs en été. La quantité de pluie reçue varie fortement suivant l'altitude et l'exposition du versant.

| Mois                                | jan.  | fév.  | mars  | avril | mai   | juin | jui.  | août  | sep. | oct.  | nov. | déc.  | année |
| ----------------------------------- | ----- | ----- | ----- | ----- | ----- | ---- | ----- | ----- | ---- | ----- | ---- | ----- | ----- |
| Température minimale moyenne (°C)   | 13,1  | 12,8  | 13    | 13,4  | 14,6  | 16,5 | 18    | 18,9  | 18,9 | 17,6  | 15,6 | 13,9  | 15,5  |
| Température maximale moyenne (°C)   | 19,1  | 19,1  | 19,5  | 19,6  | 20,9  | 22,3 | 24,3  | 25,6  | 25,7 | 24,2  | 22   | 20    | 21,9  |
| Ensoleillement (h)                  | 167,4 | 171,1 | 204,6 | 225   | 213,9 | 198  | 244,9 | 260,4 | 225  | 204,6 | 168  | 164,3 | 2 447 |
| Précipitations (mm)                 | 103   | 87    | 64    | 39    | 19    | 12   | 3     | 3     | 37   | 75    | 101  | 100   | 643   |
| Nombre de jours avec précipitations | 12    | 11    | 6     | 8     | 5     | 3    | 1     | 2     | 6    | 9     | 11   | 13    | 87    |

## La réglementation portugaise
Le Portugal, pays membre de l'Union européenne, applique les règlements européens, qui supplantent la législation nationale.

## Les cépages cultivés au Portugal

### Cépages de cuve

#### Cépages rouges
| - Amaral, - Azal rouge, - Borraçal, - Brancelho, - Castelão - Doçal, - Doçal de Refóios, - Espadeiro Mole, - Espadeiro, - Labrusco, - Mourisco, - Padeiro, - Pedral, | - Pical Pôlho, - Rabo de Ovelha - Sousão - Terrantez - Tinta amarela - Tinta negra mole - Tinta barroca - Tinto cão - Tinta roriz ou Tempranillo - Touriga franca - Touriga nacional - Verdelho rouge - Vinhão |

#### Cépages blancs
| - Alvarinho, - Arinto, - Avesso, - Azal blanc, - Batoca, - Bical - Branco-Escola, - Bual - Cainho de Moreira, - Cascal, - Douradinha, - Encruzado, - Esganinho, | - Esganoso de Castelo de Paiva, - Esganoso de Lima, - Fernão Pires, - Lameiro, - Loureiro - Rabigato, - São Mamede - Semilão - Sercial - Trajadura - Verdelho blanc - Vital |

## Le système des appellations portugaises
Avec l'adhésion du Portugal à la Communauté européenne, la nomenclature communautaire des vins a été adoptée: VQPRD, vin de qualité produit dans une région déterminée. Cette désignation comprend tous les vins classés en DOC, dénomination d'origine contrôlée et en IPR, indication de provenance réglementée.
On entend par dénomination d'origine les vins dont les caractéristiques et l'individualité sont indissociables d'une région spécifique, à savoir les vins originaires de cette région ou les vins dont les caractéristiques sont dues essentiellement ou exclusivement à l'environnement géographique, y compris les facteurs naturels et humains. Pour être admissible à une appellation d'origine, le processus de production du vin est strictement contrôlée, de la vigne au consommateur, remplissant la sélection des variétés autorisées, les méthodes de vinification et les caractéristiques organoleptiques, les commissions vitivinicoles régionales font ce contrôle, afin de garantir l'authenticité des vins dans ses régions délimitées (loi n ° 8/85 du 4 juin).
Les vins portugais sont classés dans quatre catégories :
- Dénomination d'origine contrôlée (DOC - Denominação de Origem Controlada) : est attribué à des vins de qualité produits dans des zones géographiquement limitées, qui répondent à un ensemble de règles définissant les caractéristiques du sol, les variétés autorisées, les pratiques de vinification, la teneur en alcool, le temps de vieillissement, etc. Toutes les plus anciennes régions productrices portugaises jouissent de ce statut.
- Indication de provenance réglementée (IPR - Indicação de Proveniência Regulamentada) : désigne les vins qui, bien que présentant des caractéristiques particulières, devront toujours respecter (dans un délai minimum de 5 ans) toutes les règles établies pour pouvoir être classé dans la DOC.
- Vin de table (Vinho de Mesa) : Les vins qui ne relèvent pas des appellations susmentionnées, que ce soit par la combinaison de variétés de vignes, de vinifications ou d’autres caractéristiques, sont considérés comme des vins de table.
- Vin régional (Vinho Regional) : Classification donnée aux vins de table avec indication de la région d'origine. Ce sont des vins produits dans une région déterminée dont ils adoptent le nom, élaborés avec un minimum de 85% de raisins provenant de la même région, de variétés autorisées (décret-loi 309/91 du 17 août)[31].

Il existe également une nomenclature appropriée pour les vins de liqueur (ou fortifiés) et les vins mousseux : 
- VLQPRD (Vinho Licoroso de Qualidade Produzido em Região Determinada) - Vin de liqueur de qualité produit dans une région déterminée ;
- VEQPRD (Vinho Espumante de Qualidade Produzido em Região Determinada) - Vin mousseux de qualité produit dans une région déterminée ;
- VFQPRD (Vinho Frisante de Qualidade Produzido em Região Determinada) - Vin pétillant de qualité produit dans une région déterminée.

## Principales régions viticoles portugaises

### Minho
Le Minho est la plus grande région viticole portugaise et est situé dans le nord-ouest du Portugal, délimitée au nord par la rivière Minho et à l'ouest par l'océan Atlantique. Dans le Minho, les vins vifs et frais sont caractéristiques des appellations d'origine Vinho Verde (DOC) et Minho (VR).
Le Minho est une région composée principalement de sols granitiques, riches en ressources en eau, avec un climat doux et humide d'influence atlantique. La culture du vignoble a dans le Minho des traditions lointaines et il est possible de retracer son histoire jusqu'à l'époque romaine. Le vignoble est cultivé en terrasses, avec des traces de l'une des formes les plus anciennes de conduite de la vigne: une « vigne pendu » ou « Vaccinium padifolium » où les vignes sont plantées à côté d'un arbre et soutenues par les branches. Cependant, la plupart des nouvelles exploitations optent pour des méthodes modernes de gestion du vignoble.

### Douro

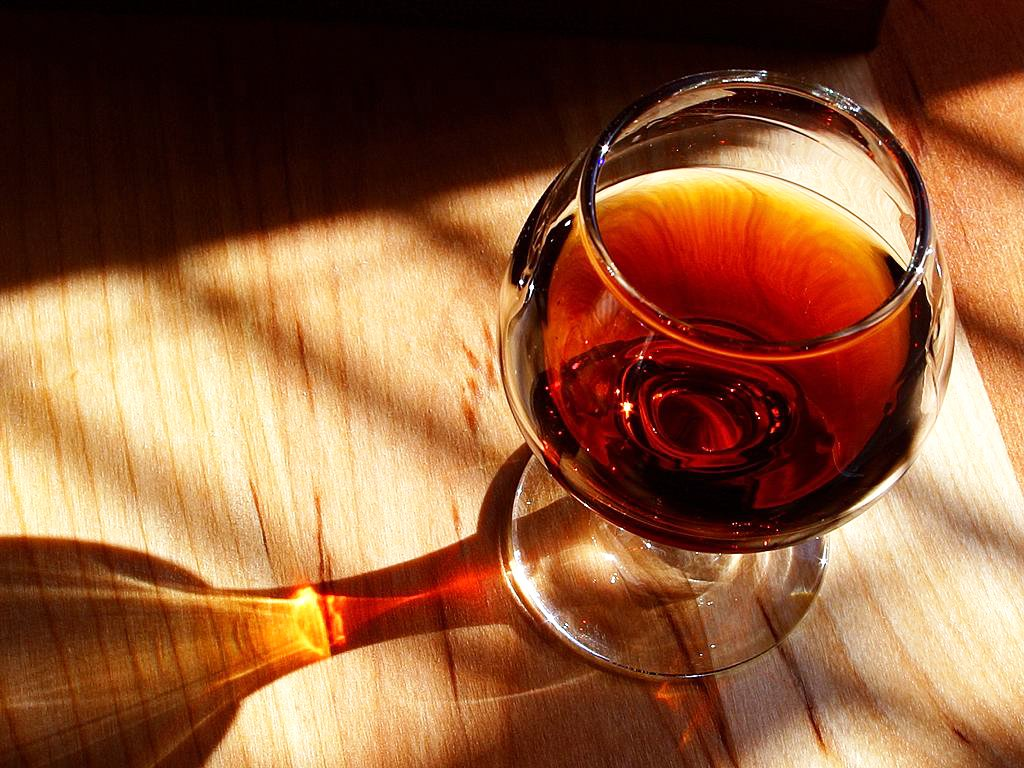
Un verre de porto.

Le Douro est la plus ancienne région délimitée au monde, connue pour la qualité remarquable de ses vins et le célèbre vin de Porto, le vin fortifié à l'origine de la délimitation, et ordonnée en 1756 par le marquis de Pombal.
Le Douro est situé dans le nord-est du Portugal, entouré par les montagnes Marão et Montemuro. La plupart des plantations sont réalisées en terrasses, creusées sur les pentes des vallées le long du fleuve Douro et de ses affluents. Les sols sont essentiellement des schistes, bien que dans certaines régions, le granite soit également présent. Bien que particulièrement difficiles à travailler, ces sols sont bénéfiques pour la longévité des vignes et permettent de concentrer les sucres et la couleur des vins. La culture du vignoble dans la région remonte à l'occupation romaine, mais c'est au XVIIe siècle que le vin de Porto connut une grande expansion, à l'origine du traité de Methuen entre le Portugal et l'Angleterre, en vue de son exportation.
Les vignobles du Douro créent un magnifique paysage reconnu par l'UNESCO comme un site du patrimoine mondial depuis 2001.

### Dão
La région du Dão est située dans le Beira Alta, dans le centre-nord du Portugal, et abritée des vents par les montagnes de Caramulo, Montemuro, Buçaco et d'Estrela. Les vignes sont situées entre 400 et 700 mètres d'altitude, sur des plateaux de sols schisteux et granitiques de faible profondeur, où les forêts de pins abondent, produisant des vins corsés avec une grande capacité de vieillissement en bouteille.
Le climat d'influence continentale du Dão est extrême, avec des hivers froids et pluvieux et des étés chauds et secs. Initialement, le vignoble a été développé par le clergé, et notamment par les moines cisterciens. En 1908, il devint la deuxième région portugaise délimitée. Avec l'entrée du Portugal dans la CE en 1986, les vignobles ont subi un processus de restructuration, avec de nouvelles techniques de vinification et un choix de cépages appropriés.

### Bairrada
La Bairrada s'étend sur la côte de Beira, entre Águeda et Coimbra, jusqu'aux dunes de la côte. La Bairrada bénéficie d'un climat doux, tempéré par la proximité de l'océan Atlantique. Bien que la production de vin existe depuis le Xe siècle, c'est au XIXe siècle qu'elle est devenue une région produisant des vins rouges, blancs et mousseux de qualité.
Dans cette région de terres plates, on distingue deux types de sols à la base de vins diversifiés: les sols argileux, dont l'argile a donné naissance à l'appellation Bairrada, et les sols sableux. La Baga est le cépage rouge dominant dans la région. Cultivé dans les sols argileux, il produit des vins très riches en couleur et chargés en tanins, qui leur confèrent une grande longévité. Les variétés Bical et Fernão Pires, appelée dans la région Maria Gomes, qui produit des vins blancs délicats et aromatiques, se distinguent dans les cépages blancs plantés dans les sols sableux de la région. Les vins mousseux naturels de la région sont largement utilisés pour accompagner la cuisine locale, comme le traditionnel porcelet (leitão) de Bairrada.
Récemment, il a été permis sur l'aire de l’appellation Bairrada (DOC) de planter des cépages internationaux tels que le Cabernet sauvignon, la Syrah, le Merlot et le Pinot Noir, partageant les vignobles avec les cépages nationaux.

### Valpaços
La région viticole de Valpaços est située au milieu de la Terra Quente Transmontana au nord-est du Portugal.
Valpaços est un vin de qualité, produit dans la municipalité de Valpaços, mais aussi à Mirandela. Les vignerons de cette région ont misé sur la conversion de leurs vignobles. Les vinifications sont toutes réalisées en cuves inox et contrôlées en température. Les vins de garde sont élevés dans des fûts de chêne de bois neuf.
Ces vins sont produits avec des cépages régionaux sélectionnées de qualité supérieure. La qualité de ces cépages associé à un microclimat aux caractéristiques exceptionnelles pour la production de vins de qualité supérieure donne des vins récompensés à plusieurs reprises au niveau international. Le climat chaud au moment de la maturation du raisin permet la concentration des sucres dans le raisin et une teneur en alcool plus élevée que dans d'autres vins produits à partir de ces mêmes raisins.
Les vins de la région de Valpaços présentent des similitudes avec ceux de l'Alentejo en raison du climat chaud que les deux régions rencontrent au moment de la maturation du raisin. Ils se distinguent des vins de la région du Douro en ne sélectionnant pas les raisins dans le but d'élaborer des vins fortifiés.
Le vin issu des cépages Trincadeira (ou Tinta Amarela) est un vin clair, avec des arômes vanillés et boisés et une bouche veloutée.
Les vins rouges ont beaucoup de corps, sont très colorés, soyeux et faciles à boire. Les vins blancs sont des vins frais, légers et floraux avec une acidité modéré.

### Alentejo
L'Alentejo est l'une des plus grandes régions viticoles du Portugal, avec environ 22 000 hectares, soit dix pour cent du vignoble portugais. La région chaude et sèche du sud est dominée par de vastes plaines de sols pauvres. Les nombreuses heures d'ensoleillement et les températures très élevées en été permettent une maturation parfaite des raisins.
La culture du vignoble dans la région remonte à la présence romaine, après la fondation de Beja, entre 31 et 27 av. J.-C.. La vinification traditionnelle de la région hérite des procédés romains, tels que la fermentation réalisés dans des jarres d'argile (talha). Dans les années 1980, l'Alentejo a été le théâtre d'une vaste modernisation de la production de vin, avec de nombreux investissements, de nouveaux producteurs et de nouvelles coopératives, qui ont abouti à la délimitation officielle de la région en 1988 et à la reconnaissance internationale des vins de l'Alentejo.
Les vins de l'Alentejo sont marqués par les cépages trincadeira, aragonez, castelão et alicante Bouschet, qui donnent des rouges corsés, riches en tanins et en arômes de baies sauvages. Les cépages blancs sont le roupeiro, l'antão vaz et l'arinto, donnant des vins blancs généralement souples aux arômes de fruits tropicaux.
La région est subdivisée en huit sous-régions où sont produits des vins de dénomination d'origine contrôlée (DOC) : Reguengos, Borba, Redondo, Vidigueira, Évora, Granja-Amareleja, Portalegre et Moura. Elle produit également beaucoup de vins régionaux, ce qui permet d’y inclure d’autres cépages tels que le touriga nacional, le cabernet sauvignon, la syrah ou le chardonnay.
Il s'agit actuellement de la région dont la croissance est la plus rapide au Portugal. Entre février 2008 et janvier 2009, les vins de l'Alentejo, sous l'appellation d'origine contrôlée (DOC) ou vins régionaux (VR), ont atteint une part de marché de 44,30% en valeur et de 40% en volume.

### Madeira
L'île de Madère (Madeira en portugais), située dans l'océan Atlantique, à l'ouest des côtes africaines, est célèbre pour le vin de Madère, un vin fortifié très aromatique mentionné déjà par Shakespeare et qui était utilisé comme parfum dans les cours européennes.
L'archipel est d'origine volcanique et possède un climat subtropical avec des températures douces, de faibles amplitudes thermiques et une humidité atmosphérique élevée. Bien que cela ne semble pas le climat idéal pour la viticulture, l'adaptation des cépages méditerranéens et sa position stratégique dans l'Atlantique ont contribué à créer ici l'un des vins les plus célèbres au monde.
La production de vin à Madère remonte à l'époque de la découverte de l'île, en 1419. Les premières variétés de raisin telles que la malvasia sont venues sur l'île sur les ordres d'Henri le Navigateur, importées de Candie, capitale de la Crète. Plus tard, d'autres ont été introduites, tels que le tinta negra mole, le sercial, le boal et le verdelho. La production de vin a été stimulée par la nécessité de fournir les navires sur les routes de l’Atlantique entre l’Europe, le Nouveau Monde et l’Inde. Expédiés à bord des navires, les tonneaux étaient soumis à de grandes variations de température, de sorte que les vins ont du être enrichis d’alcool de canne à sucre pour résister au voyage, ce qui rendait également les vins plus aromatiques. Ainsi, la méthode de vinification que l'on connait encore aujourd'hui fut créée, consistant à chauffer longuement le vin muté dans une étuve, conférant aux vins de Madère une longévité inhabituelle en restant inchangés de nombreuses années après la mise en bouteille ou après son ouverture.
L'appellation d'origine contrôlée Madère comprend environ 450 hectares de vignes, de cépages rouges et blancs, plantées sur les pentes d'origine volcanique. Le cépage tinta negra mole est le plus planté, mais il existe aussi des cépages plus rares comme la malvasia, le boal, le verdelho, et le sercial, qui donnent respectivement quatre niveaux de douceur aux vins : doux, mi-doux, mi-sec et sec.

### Bucelas
Bucelas est une petite région au nord de Lisbonne, dans la commune de Loures, qui produit l'un des vins blancs les plus historiques du Portugal. La délimitation de l'appellation a été créée en 1911 et la région possède l'appellation d'origine contrôlée (DOC).
C'est au XVIIIe siècle que le vin de Bucelas est devenu mondialement connu. Au cours des invasions françaises, le duc de Wellington, commandant des troupes anglo-portugaises contre les armées napoléoniennes, l’a offert à George III en le présentant à la cour anglaise, où sa consommation est devenu habituelle. Initialement, il était connu sous le nom de Charneco et, plus tard, sous le nom de Lisbon Hock (vin blanc de Lisbonne).
Les vignes sont plantées dans la vallée de la rivière Trancão, dans des sols dérivés de marnes et de calcaires durs. Avec un climat très froid en hiver et tempéré en été, le cépage dominant est l'arinto, avec une proportion minimum de 75%, suivi par le sercial et le rabo de ovelha. Les vins blancs sont secs, légers et lorsqu'ils vieillissent, ils acquièrent une teinte dorée et des arômes complexes. De bons vins pétillants aux arômes fruités sont également produits dans la région.

### Algarve
L'Algarve est une région de climat maritime, influencée par l'océan Atlantique et, simultanément, chaude et sèche, par l'existence de montagnes au nord (Espinhaço de Cão, Caldeirão et Monchique). L'amplitude thermique est réduite et l'exposition au soleil très importante. Compte tenu du développement considérable du tourisme dans la région, le secteur viticole a été relégué au second plan et, il y a seulement quelques années, que ce secteur économique connait de nouveaux investissements. L'Algarve possède quatre appellations d'origine: Lagos, Lagoa, Portimão et Tavira, bien qu'une partie des vins soit vendue sous indication géographique. Les principaux cépages sont, pour les rouges, le Castelão et le Tinta Negra Mole, et pour les blancs l'Arinto et la Siria.

## Dénominations d'Origine Contrôlée
En portugais, la Denominação de Origem Controlada (DOC) désigne des vins d'appellation qui font partie des vins de qualité produits dans des régions déterminées (VQPRD).

### Alenquer
L'alenquer est un vin produit dans l'Extramadura et provenant des vignobles d'Alenquer, situés sur les rives du Tage dans le centre du Portugal.
Les rouges sont élaborés avec les cépages tinta roriz, castelão, tinta miúda, touriga nacional et trincadeira. Les blancs assemblent : arinto (pedernã), Fernão Pires (Maria Gomes), Rabo de Ovelha, seara nova et Vital.

### Alentejo
L'alentejo est un vin produit dans le terroir viticole de l'Alentejo, situé dans le sud du pays. Ces vignobles couvrent toutes les zones géographiques de la sous-région de Borba, Évora Amareleja, Moura, Portalegre, Redondo, Reguengos et Vidigueira. La culture de la vigne remonte à la colonisation romaine, comme en témoignent les restes trouvés dans les ruines de São Cucufate près Vidigueira et certaines caves d'époque romaine.
- Cépages rouges : Alfrocheiro, Tinta roriz, Castelão, Grossa, Moreto, Tinta caiada, Trincadeira (Tinta amarela).
- Cépages blancs : Antão Vaz, Arinto, Fernão Pires, Malvasia rei, Perrum, Rabo de Ovelha, Roupeiro, Trincadeira das Pratas.

### Arruda
L'arruda est un vin dont le vignoble est situé sur le terroir viticole d'Arruda, dans le concelho d'Arruda dos Vinhos ainsi qu'à Sobral de Monte Agraço et Vila Franca de Xira, sur la rive droite du Tage, à proximité de son embouchure.
La zone a un léger relief, avec des élévations séparées par de longues vallées et les caractéristiques d'un climat méditerranéen.
Les cépages rouges de l'appellation sont Tinta roriz, Castelão, Tinta miúda, Touriga nacional et Trincadeira (ou Tinta amarela). Les blancs sont Arinto (Pedernã), Fernão Pires, Rabo de Ovelha, Seara nova, et Vital.

### Bairrada
Le bairrada est un vin dont le vignoble est situé dans le centre-ouest du pays et produit dans le terroir viticole de Bairrada, qui couvre les concelhos d'Anadia, Mealhada, Oliveira do Bairro et une partie de ceux d'Águeda, Aveiro, Cantanhede, Coimbra et Vagos. Ses vins peuvent être blanc, rouge, rosé et mousseux. Les cépages, pour les rouges et les rosés sont Alfrocheiro, Baga, Camarate, Castelão, Jaén et Touriga nacional. Les vins blancs et mousseux assemblent Arinto (Pedernã), Bical, Cercial, Chardonnay, Fernão Pires, Rabo de Ovelha, Pinot blanc, Sauvignon, Sercealinho et Verdelho blanc.

### Beira interior
Le beira interior est un vin produit dans les vignobles de la Beira intérieure, sur les terroirs de Figueira de Castelo Rodrigo, Cova da Beira et Pinhel. Ces vins sont rouges, rosés, blancs, clairet, paillés et mousseux. La production de vin date de la colonisation romaine puis connu un nouvel essor à partir du XIIIe siècle avec les moines cisterciens.

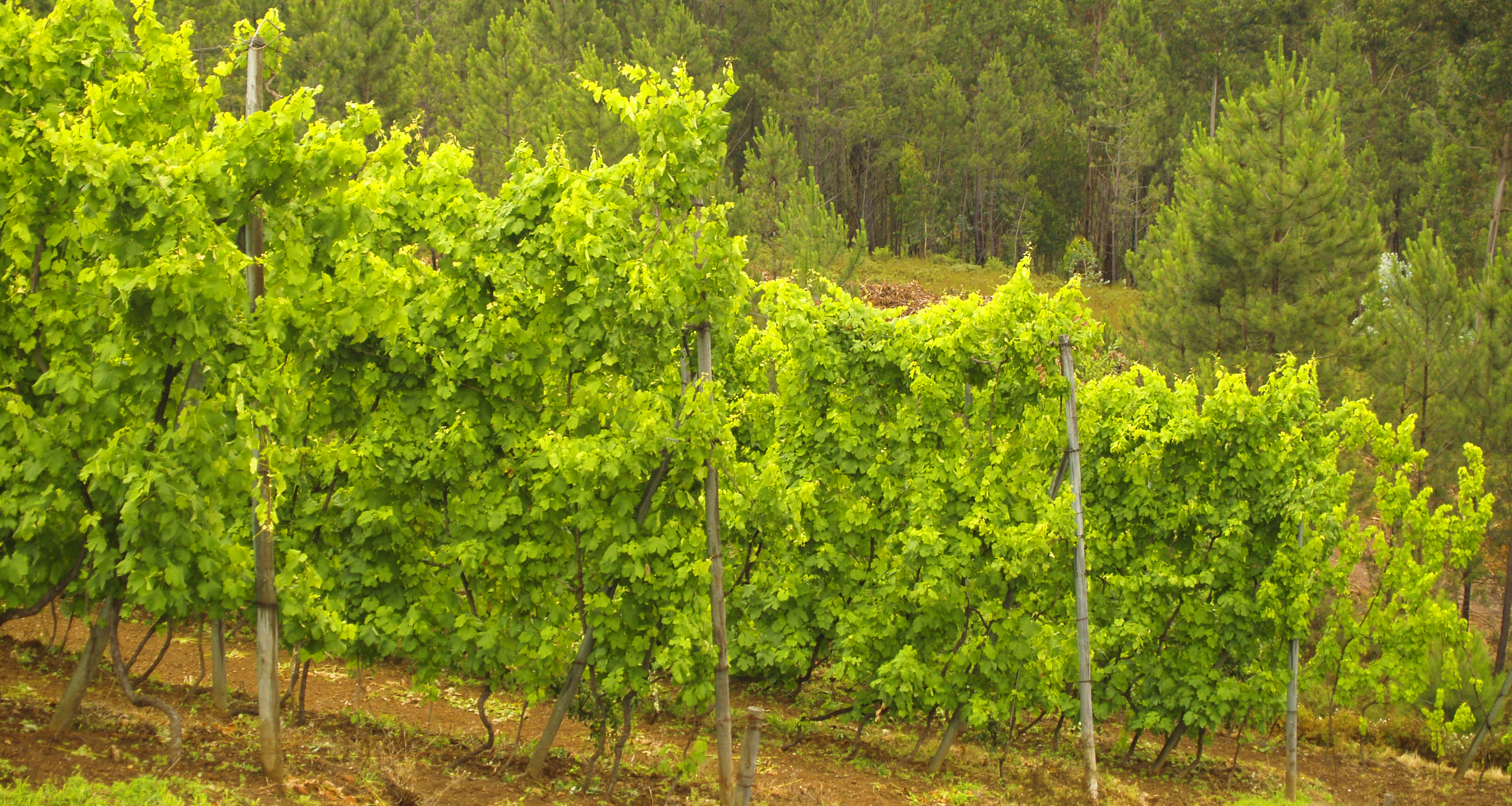
Vignoble de Beira sur cruzetas
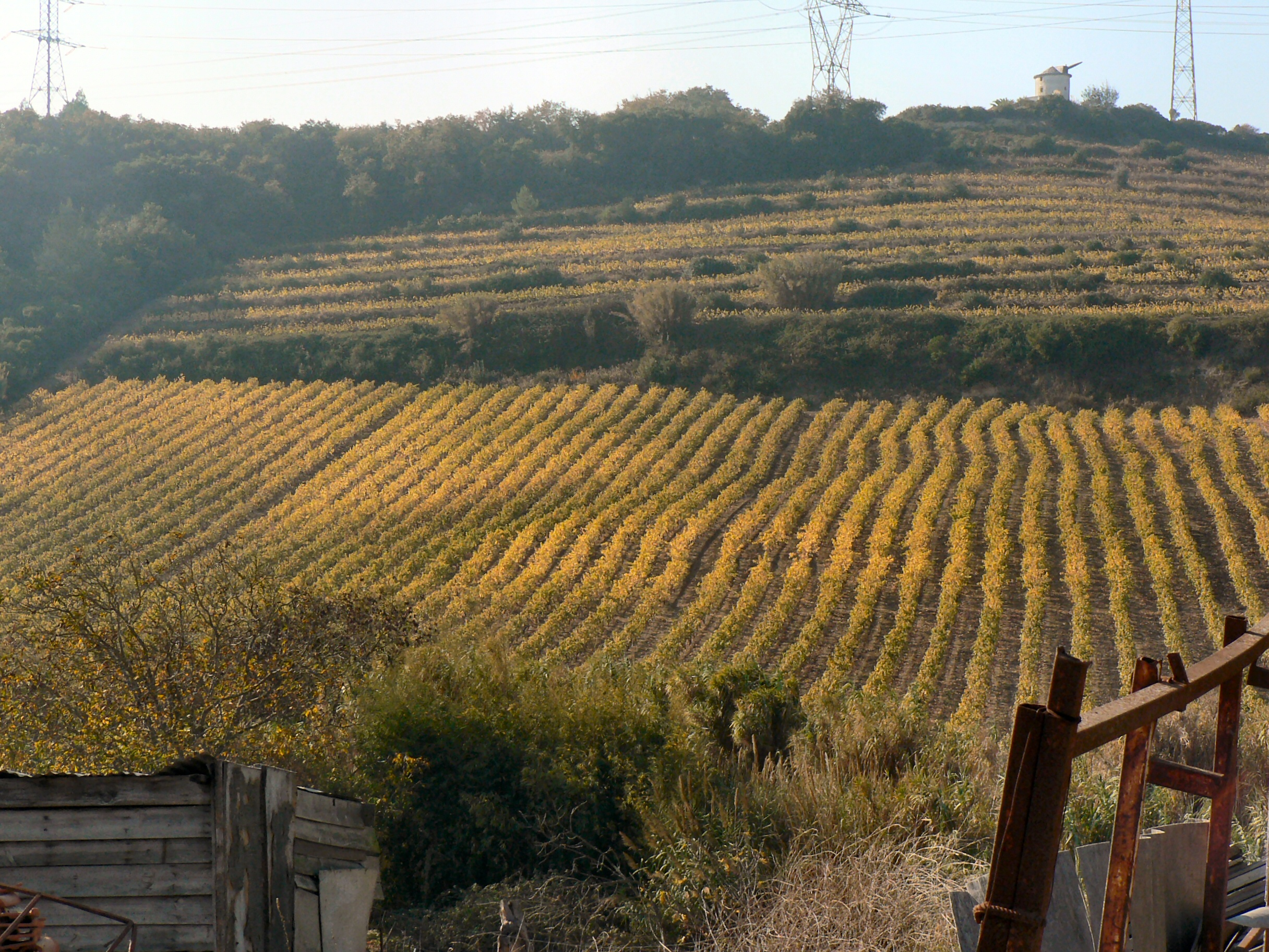
Vignoble de Bucelas

### Bucelas
Le bucelas est un vin produit sur le terroir de Bucelas dans le concelho de Loures, près de l'estuaire du Tage.
Les vins de Bucelas peuvent être vinifiés en blanc tranquille ou en mousseux. Ils sont le résultat de l'assemblage de trois cépages blancs : Arinto (ou Pedernã), Sercial (ou Cão) et Rabo de Ovelha. L'arinto, grâce à son acidité, permet d'excellents assemblages et produit des vins délicats aux arômes floraux. Sa capacité à vieillir a fait la renommée des vieux vins de Bucelas.

### Carcavelos
Carcavelos est la plus petite région viticole du Portugal et se situe autour de la paroisse de Carcavelos, dans les concelhos de Cascais et d'Oeiras, située à l'ouest de Lisbonne. Le carcavelos est un vin doux naturel classé en appellation d'origine contrôlée. Très protégé au temps du marquis de Pombal, propriétaire de la quinta de Oeiras, sa production actuelle est très limitée. Les cépages rouges sont : Castelão et Preto martinho, les blancs, Galego dourado et Arinto (Pedernã).

### Colares
Le colares est un vin dont le vignoble est situé dans la terroir viticole de Colares et s'étend sur une partie du concelho de Sintra, dans la zone située entre la Sierra de Sintra et l'Océan Atlantique. L'origine de ses vins remonte à 1255, lorsque Alphonse III y fit planter des vignes venant de France. Situées à proximité de la mer et des dunes de sable, les vignes sont soumises à de forts vents marins. Elles sont protégées par des clôtures de roseaux, ce qui donne un aspect unique à ce terroir. Ses caractéristiques exceptionnelles sont dues principalement au fait que les vignes ont été plantées directement dans le sable, sans utilisation de porte-greffes. Les sols sableux n'ont pas permis le développement du phylloxera, ainsi certains vignobles de Colares, non greffés, sont parmi les plus anciens du Portugal. Les vins de cette appellation, créée en 1908, peuvent être blancs et sont surtout connus pour les rouges corsés à la couleur intense et aux tanins riches. Deux cépages seulement sont utilisés, le Ramisco, traditionnel de la région, pour les rouges, la malvoisie de Colares, cépage indigène, pour les blancs.

### Dão
Le dão est un vin produit dans le terroir viticole du Dão, dans la province de Beira Alta, au centre du Portugal. Cette région est proche de la Serra da Estrela et se caractérise par des collines escarpées.
Cette appellation a été reconnue en 1908. Elle produit des vins rouges puissants à haute teneur en alcool. Son vignoble s'étende sur près de 20 000 hectares sur les districts de : 
- Coimbra : Arganil Oliveira do Hospital Tábua
- Guarda : Aguiar da Beira Fornos de Algodres Gouveia et Seia
- Viseu : Carregal do Sal Mangualde Mortágua Nelas Penalva do Castelo, Santa Comba Dão Sátão Tondela et de Viseu (en partie).

Les cépages les plus utilisés sont : Touriga nacional, Tinta roriz, Mencia, Alfrocheiro preto et Encruzado.

### Douro
Le douro est un vin produit dans le terroir viticole de la vallée du Douro, qui couvre les sous-régions de Baixo Corgo, Cima Corgo et Haut Douro, au nord du pays, des deux côtés des berges du Douro. Ce terroir est le même que celui qui produit les vins de Porto. Pour les vins rouges, ses cépages sont le Bastardo, le Mourisco, la Tinta amarela, la Tinta barroca, la Tinta cão, la Tinta roriz, la Touriga francesa et la Touriga nacional. Les vins blancs sont faits en assemblant le Donzelinho branco, la Gouveia, la Malvasia fina, le Rabigato et le Viosinho.

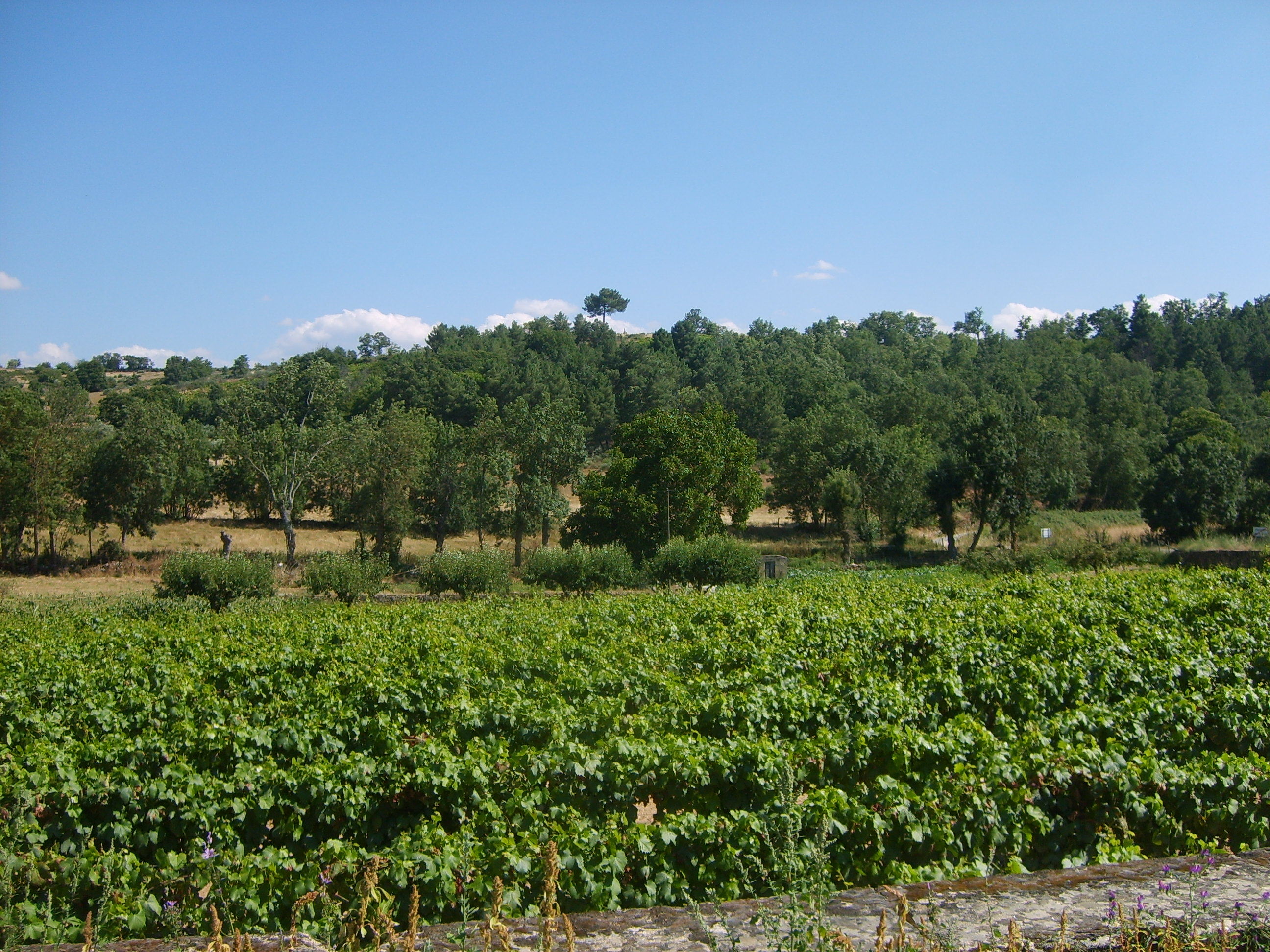
Vignes et forêt à Cancelos de Baixo
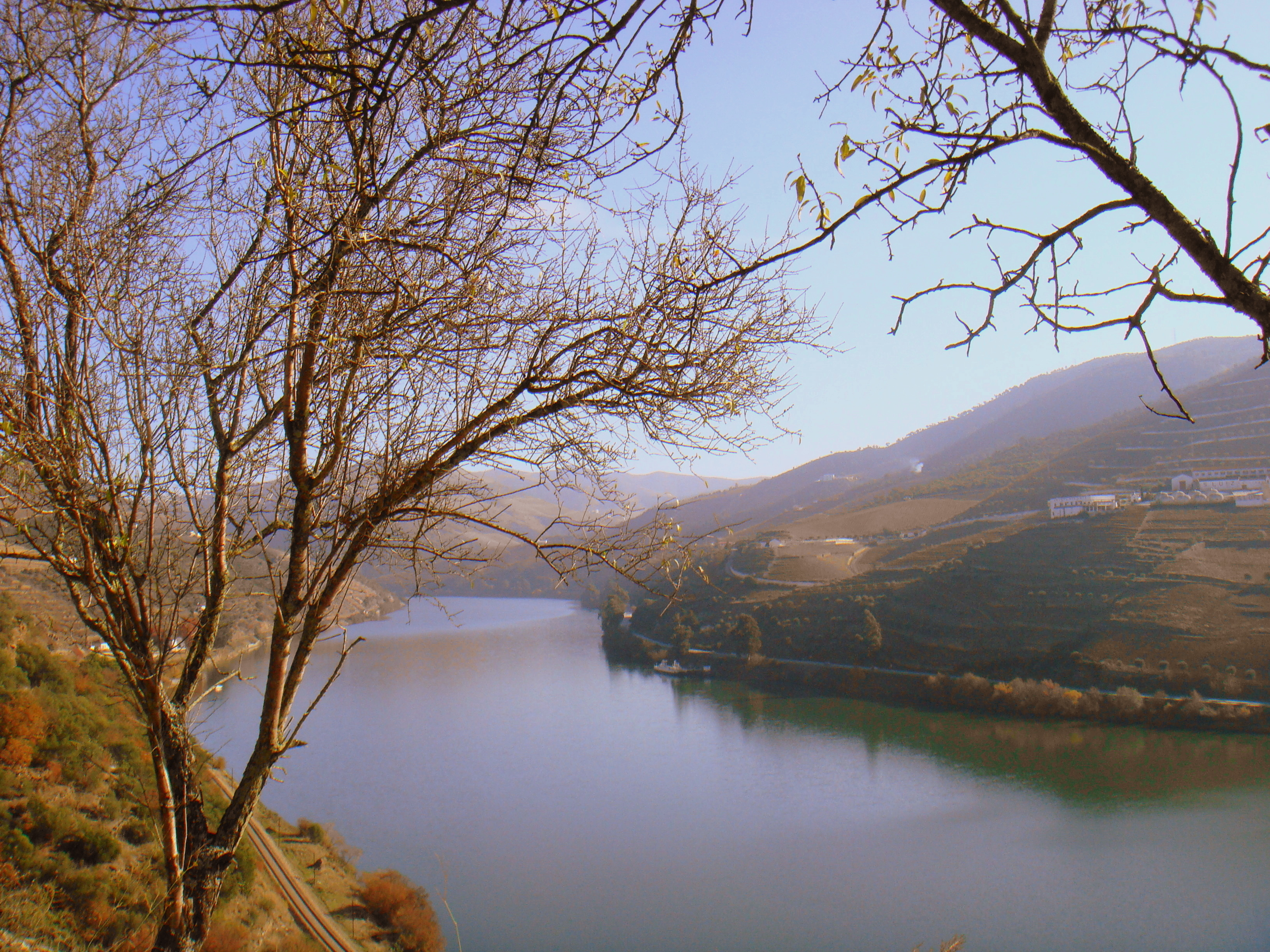
Vignobles du Haut-Douro

### Encostas de Aire
Les encostas-de-aire sont un vin produit dans les terroirs viticoles de concelhos de Batalha, Porto Mós, Ourém et une partie de ceux de l'Alcobaça et de Caldas da Rainha, district de Leiria. L'appellation est divisée en deux sous-régions Alcobaça et Ourém. Ces vins sont vinifiés en blanc ou en rouge. Les cépages rouges utilisés sont Tinta roriz, Castelão, Tinta miúda, Touriga nacional et Trincadeira (Tinta amarela) ; les cépages blancs, Fernão Pires, Ratinho, Tamarez et Vital.

### Lagoa
Le lagoa est un vin produit dans le terroir viticole de Lagoa, sur les concelhos d'Albufeira et de Lagoa ainsi que sur une partie de celui de Loulé. Ce vignoble est situé dans l'Algarve, au sud du pays. Ses vins peuvent être blanc ou rouge. Pour le blanc les cépages sont l'Arinto et la Síria (ou Roupeiro), pour les rouges, la Tinta negra mole et le Trincadeira (ou Tinta amarela).

### Lagos
Le lagos est un vin produit dans la terroir viticole de Lagos, qui comprend une partie des concelhos d'Aljezur, Vila do Bispo et Lagos, autour du Cap Saint-Vincent en Algarve, dans le sud du pays.
Les vins peuvent être rouges ou blancs. Les cépages pour les rouges sont Castelão, Trincadeira et Tinta negra mole (Tinta amarela), pour les bancs Arinto, Malvasia Fina et Síria (ou Roupeiro).

### Lourinhã ouaguardentes da Lourinhã
Le lourinhã ou aguardentes da Lourinhã sont des eaux-de-vie produites dans le terroir viticole de Lourinhã. Leur distillation se fait à partir de vins de faible degré obtenus par la vinification du cépage rouge : Cabinda et des cépages blancs : Alicante blanc, Alvadurão, Boal Espinho, Marquinhas, Malvasia rei et Tália.

### Madère

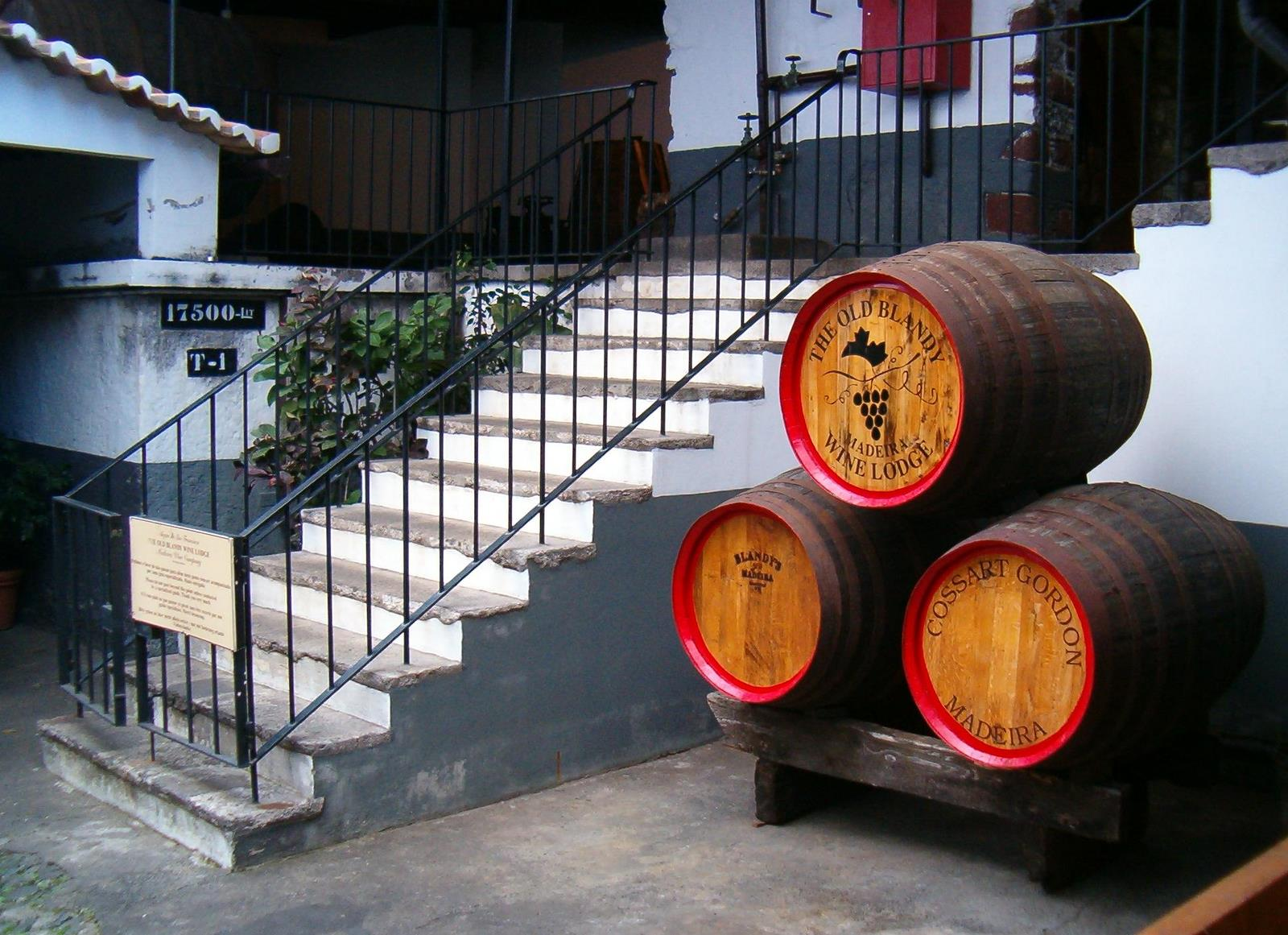
Madère d'Arcadas Sao-Francisco

Le madère est un vin de liqueur produit dans l'archipel de Madère. Les Britanniques en favorisèrent, à l’origine, le développement et en acquirent progressivement le monopole. C'était le seul vin qui pouvait être exporté vers les colonies britanniques d’Amérique sans transiter par un port britannique. Napoléon Ier, de passage à Madère pendant son voyage vers l’exil de Sainte-Hélène, en reçut en cadeau du gouverneur britannique de l’île.
Il est élaboré à base de sercial, qui donne un madère du type sec, de malvasia qui produit un madère du type doux, de bual ou de verdelho blanc avec lesquels on obtient un madère du type demi-doux ou de type demi-sec. Le terrantez permet d'obtenir des madères entre le type demi-sec et demi-doux et le Tinta negra mole s’adapte à la production des différents degrés de douceur.

### Óbidos
L'óbidos est un vin produit dans le terroir viticole d'Óbidos, situé dans le centre-ouest du pays, comprenant les concelhos de Cadaval, Caldas da Rainha, Bombarral et Óbidos. Ces vins peuvent être rouge ou blanc. Les cépages utilisés sont pour les rouges : Alicante Bouschet, Amostrinha, Tinta roriz, Baga, Cabernet sauvignon, Caladoc, Camarate, Carignan, Castelão, Jaén, Merlot, Pinot noir, Preto Martinho, Syrah, Tinta barroca, Tinta miúda, Touriga franca, Touriga nacional et Trincadeira (ou Tinta amarela). Pour les blancs sont assemblés : Alicante blanc, Alvarinho, Antão Vaz, Arinto, Chardonnay, Encruzado, Fernão Pires, Jampala, Loureiro, Malvasia rei, Moscatel graúdo, Rabo de Ovelha, Ratinho, Riesling, Sauvignon, Seara nova, Verdelho blanc, Viognier, et Vital.

### Palmela
Le palmela est un vin produit dans la terroir viticole de Palmela, sur les concelhos de Montijo, Palmela, Setúbal et sur une partie de celui de Sesimbra. Ce vignoble est situé près de l'estuaire de la Tage, au sud-est de Lisbonne. Ses vins peuvent être rouge, blanc, rosé, ou vinifié en mousseux ou vin doux naturel. Les cépages pour les rouges et les rosés sont : Castelão, Alfrocheiro, Bastardo, Cabernet sauvignon et Trincadeira (ou Tinta amarela). Pour les blancs : Arinto, Fernão Pires, Moscatel galego branco, Moscatel graúdo, Moscatel roxo, Rabo de Ovelha, Síria (ou Roupeiro), Tamarez et Vital.

### Portimão
Le portimão est produit dans le terroir viticole de Portimão, situé dans l'Algarve, au sud du pays. Ses vins peuvent être blanc ou rouge. Les cépages rouges sont le Castelão et le Trincadeira (ou Tinta Amarela) et Tinta negra mole. Les cépages blancs utilisés sont l'Arinto et la Siria (ou Roupeiro).

### Porto

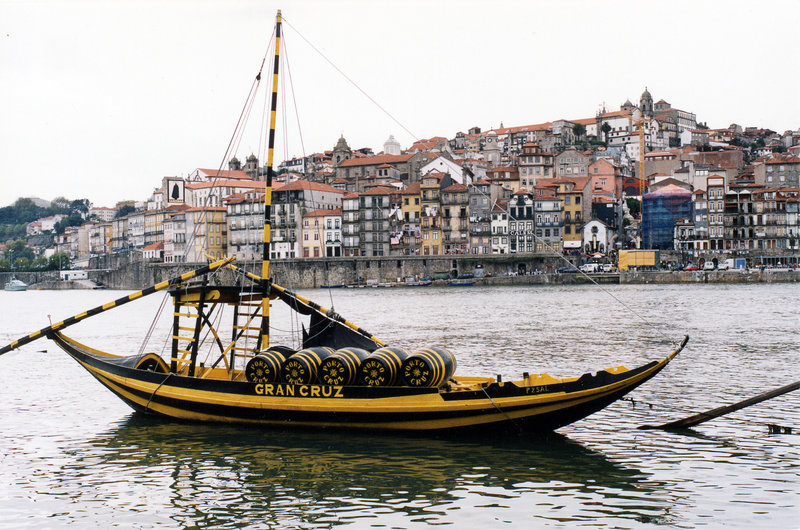
Rabelos, barque traditionnelle servant à transporter les barriques de porto sur le Douro vers les caves de Vila Nova de Gaia

Le porto est un vin muté produit uniquement dans la région du Haut Douro, à 100 km en amont de la ville éponyme. La vigne est essentiellement exploitée par de petits producteurs, possédant chacun une petite parcelle, appelée quinta. Le porto est par définition un vin d'assemblage. Il y a encore peu, les différentes variétés qui rentraient dans la composition du porto n'avaient pas grande importance. Actuellement[Quand ?], environ une cinquantaine de variétés de raisins noirs et blancs sont admises et une vingtaine sont recommandées par les autorités. Parmi ces variétés recommandées, cinq sont reconnues par la plupart des négociants comme affichant des qualités de tout premier ordre : touriga nacional, tinta roriz, touriga franca, tinta barroca et tinta cão (ou red dog).
Il existe cinq principaux types de porto : le Porto Tawny, qui est un assemblage de cuvées, qui vieillit entre 5 et 7 ans en fûts, le Porto Tawny avec indication d'âge, assemblage de plusieurs portos de différentes années, le Porto Ruby, vin jeune qui passe au maximum deux ans en fût, le Porto blanc, qui peut être sec ou doux selon trois variantes : extra-dry, dry et sweet, le Porto vintage ou Porto millésimé, qui est produit lors d'une année exceptionnelle et provient en général des meilleurs vignobles.

### Ribatejo
Le ribatejo est un vin produit dans le terroir viticole du Ribatejo, couvrant les sous-régions de Cartaxo, Santarém, Almeirim, Coruche, Tomar et Chamusca. Ce vignoble est situé sur les rives du Tage, dans centre-ouest du pays. Ses vins peuvent être blanc, rouge, rosé, mousseux et liquoreux. Sont aussi produits sous ce nom des spiritueux et du vinaigre de vin. Les cépages utilisés pour les rouges et les rosés sont : Tinta roriz, Baga, Camarate, Castelão, Preto martinho, Tinta miúda, Touriga franca, Touriga nacional et Trincadeira (ou Tinta amarela). Pour les vins blancs, sont assemblés : Arinto, Fernão Pires, Rabo de Ovelha, Tália, Trincadeira das Pratas, Verdelho blanc et Vital.

### Muscat de Setúbal

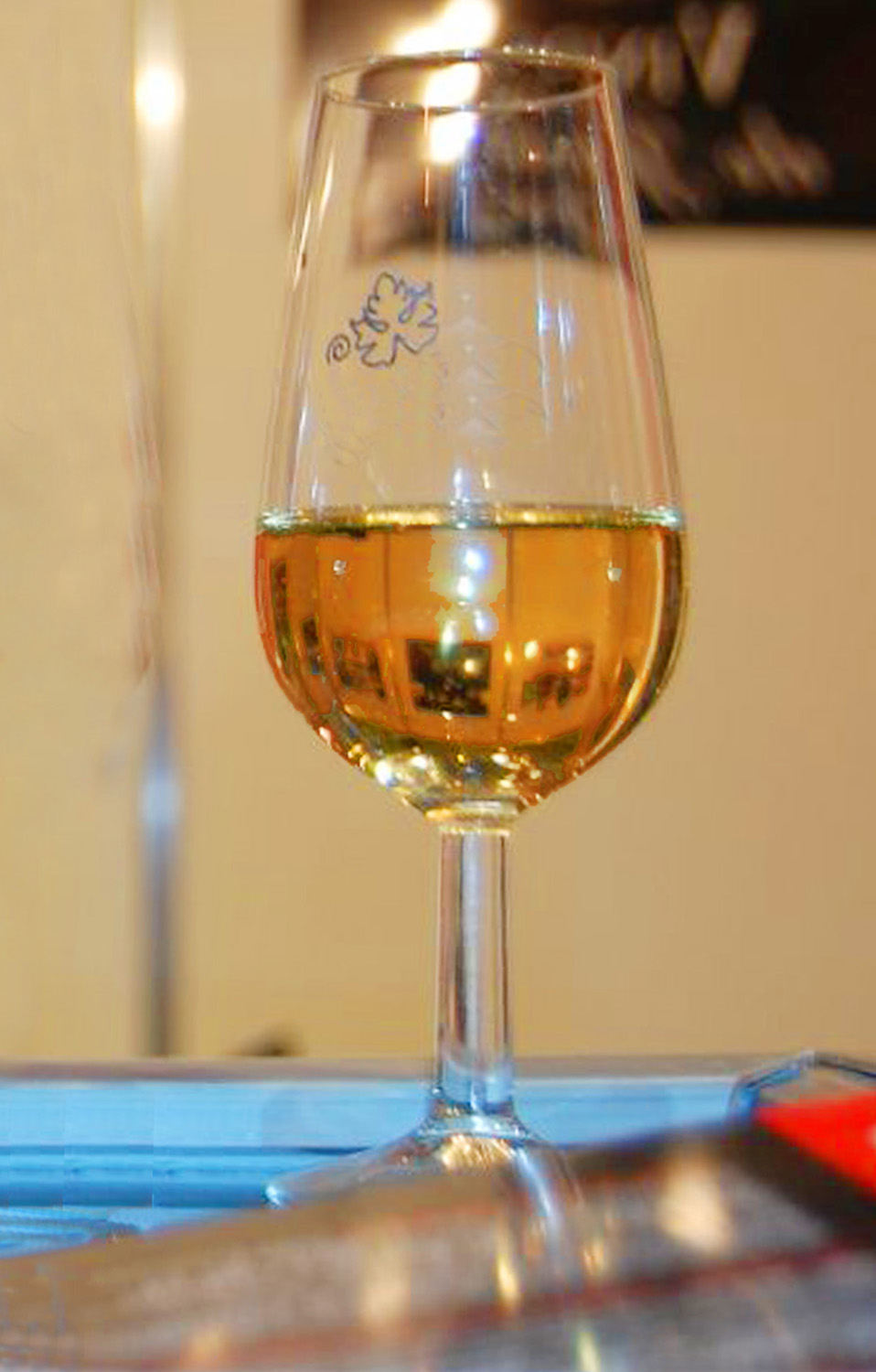
Muscat de Setúbal

La péninsule de Setúbal, qui jouit d'un climat mixte subtropical et méditerranéen, influencée par la proximité de la mer, du Tage et du Sado, et de la Serra de l'Arrábida a une tradition viticole qui remonte au commerce romain intense dans la région. Le muscat de Setúbal est un vin doux naturel d'appellation d'origine, depuis 1907/1908, provenant des vignobles de Setúbal, Palmela et Sesimbra en partie. Ces vins titrent entre 17 et 20°. Il existe deux variété de Muscat, le blanc et le rouge, élaborés à partir des cépages muscat de Setúbal et muscat roxo. C'est en 1797 que les vins de Setúbal ont commencé à être mentionnés. Depuis 1870, la plupart des muscats ont été cultivés avec soin. Le plus connu est le Moscatel Roxo, dont le vin n'est commercialisé qu'après un vieillissement de vingt ans en cave. Il y a d'autres variétés de vin, le Moscatel de Favaios, dans le Douro, qui est élaboré avec différents cépages, le Galego (blanc), tandis que le Moscatel Roxo est fait avec le cépage homonyme (muscat roxo).

### Tavira
Le tavira est un vin produit dans le terroir viticole de Tavira, qui couvre les concelhos de Faro et Olhão ainsi qu'une partie de ceux de São Brás de Alportel, Tavira et Vila Real de Santo António. Ce vignoble est situé au Algarve, au sud du pays. SEs vins peuvent être blanc ou rouge. Les cépages pour le rouge sont : Castelão, Trincadeira (ou Tinta Amarela) et Tinta negra mole. Les blancs assemblent : Arinto et Síria (ou Roupeiro).

### Távora Varosa
Le távora-varosa est un vin produit dans le terroir viticole de Távora-Varosa, couvrant une partie des concelhos de Moimenta da Beira, Penedono Sernancelhe, Tabuaço, Armamar, Lamego et Tarouca. Elle est située, au nord du pays, sur le piémont de la Serra da Nave entre les rivières Paiva et Távora dans la Vale Varosa. Ses vins peuvent être blanc, rouge, rosé ou mousseux.
Les cépages, utilisés pour les rouges et les rosés, sont Alvarelhão, Tinta roriz, Bastardo, Malvasia preta, Marufo, Castelão, Rufete, Tinta barroca, Pinot noir, Barca, Touriga franca, Touriga nacional, Trincadeira (ou Tinta amarela) et Vinhão. Les blancs sont vinifiés à base de Bical, Arinto, Chardonnay, Dona branca, Fernão Pires, Folgasão, Gouveia, Malvasia fina, Malvasia rei et Pinot blanc.

### Torres Vedras
Le torres vedras est un vin produit dans les vignobles de Torres Vedras, en centre-ouest du pays. Ses vins se présentent sous les couleurs blanche ou rouge. Le terroir pour la production de vins rouges et blancs comprend plusieurs freguesias du concelho deTorres Vedras, alors que pour la production des vins de cette DOC s'étend aussi sur les concelhos de Mafra et Sobral de Monte Agraço.
Les vins rouges assemblent les cépages noirs : Tinta roriz, Castelão, Touriga miúda et Touriga nacional. Les vins blancs sont élaborés à partir des cépages blanc : Arinto, Fernão Pires, Rabo de Ovelha, Seara nova et Vital.

### Trás-os-Montes
Le trás-os-montes est un vin produit dans le terroir viticole de Trás-os-Montes, qui couvre les régions de Chaves, Planalto Mirandês et Valpaços, située au nord-est du pays. Les vins de Trás-os-Montes peuvent être blanc, rouge, rosé, ou vinifié en vin doux naturel et mousseux. Une eau-de-vie est élaboré sous la même appellation.
Les cépages utilisés pour le rouge et le rosé sont Alicante Bouschet, Tinta roriz, Baga, Bastardo, Castelão, Cornifesto, Malvasia preta, Marufo, Tinta barroca, Tinta carvalho, Tinto cão, Touriga franca, Touriga nacional, Trincadeira (ou Tinta amarela) et Moscatel roxo. Les vins blancs sont élaborés à base d'Alvarinho, Arinto, Bical, Boal branco, Carrega branco, Côdega de Larinho, Donzelinho branco, Fernão Pires, Gouveia, Malvasia fina, Moscatel galego branco, Rabigato, Samarinho, Síria (ou Roupeiro) et Viosinho.

### Vinho verde

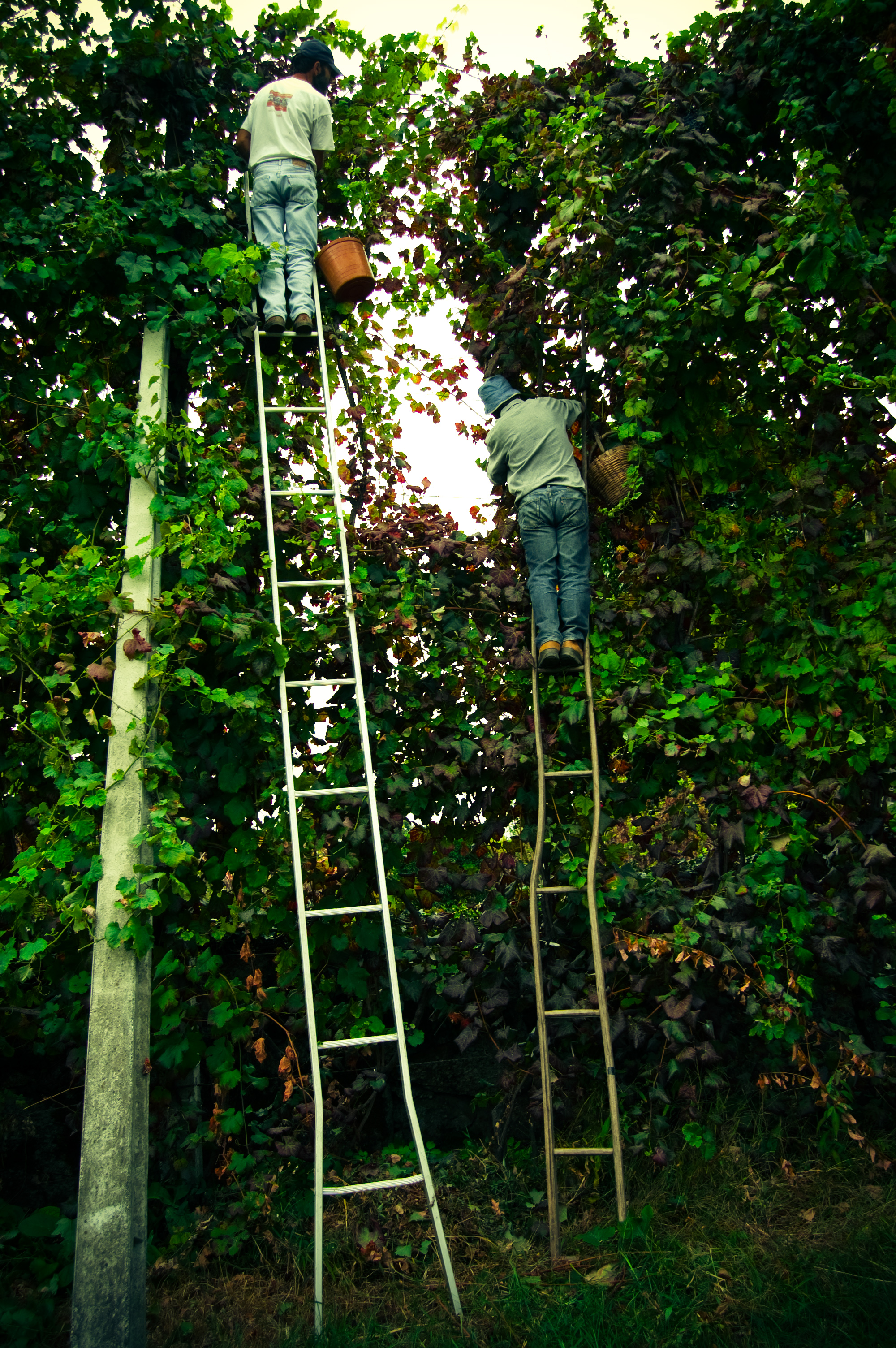
Vendanges sur des vignes menées en enforcado dans la région des vinhos verdes

Le vinho verde est un vin de la région de Minho, dans le Nord-Ouest du pays. Son nom fait référence à la fraîcheur de sa jeunesse plus qu'à sa couleur puisque cette appellation produit des vins rouges, des vins blancs et quelques vins rosés. Sa zone de production s’étend sur 160 kilomètres et représente 15 % de la superficie du vignoble portugais. C'est un vignoble morcelé à l'extrême où d'une façon générale chaque producteur ne possède guère plus d’un hectare de vignes. Ses vignes longtemps cultivées en hautain, sont aujourd'hui conduites sur cruzeta.
Les vignes ont dû s'adapter à la conduite en hautain par une sélection naturelle des variétés supportant ce mode cultural. L'adaptation a été telle que ces cépages aujourd'hui imposent cette méthode, car taillés en forme basse, leurs vignes, à grande exubérance végétative, produisent peu et dépérissent. Le vignoble fournit des vins rouges, production traditionnelle, et des vins blancs, production plus récente. Ils sont élaborés à base de différents cépages :
- Cépages blancs recommandés : Alvarinho, Arinto, Avesso, Azal blanc, Batoca, Loureiro et Trajadura
- Cépages blancs autorisés : Branco-Escola, Cainho de Moreira, Cascal, Douradinha, Esganinho, Esganoso de Castelo de Paiva, Esganoso de Lima, Fernão Pires, Lameiro, Rabigato, São Mamede et Semilão
- Cépages rouges recommandés : Amaral, Azal rouge, Borraçal, Brancelho, Espadeiro, Padeiro, Pedral, Rabo de Ovelha et Vinhão
- Cépages rouges autorisés : Doçal, Doçal de Refóios, Espadeiro Mole, Labrusco, Mourisco, Pical Pôlho, Sousão et Verdelho rouge

## Indications de Provenance Réglementée
En portugais, l'Indicação de Proveniência Regulamentada (IPR) désigne des vins d'appellation qui font partie des vins de qualité produits dans des régions déterminées (VQPRD).

### Alcobaça
L'alcobaça est un vin produit dans le terroir viticole autour de la ville d'Alcobaça dans l'Estrémadure. Ce vin blanc est à faible teneur alcoolique, comparé aux autres vins de l'Estrémadure. Son éncépagement est à base d'Arinto, Baga, Fernão Pires, Malvasia, Castelão, Tamarez, Trincadeira (ou Tinta amarela) et Vital.

### Arrábida
L'arrábida est un vin dont le terroir viticole se situe autour de la Serra de Arrábida, sur la rive nord de l'estuaire du rio Sado, dans la Péninsule de Setúbal. Le sol est principalement calcaire avec un bon potentiel de drainage pour la culture des cépages rouges. Beaucoup de vins sont vendus sous le label Terras do Sado. L'encépagement est à base d'Alfocheiro, Arinto, Cabernet sauvignon, Fernão Pires, Muscat d'Alexandrie, Castelão, Rabo de Ovelha et Roupeiro.

### Cartaxo
Le cartaxo est un vin dont le terroir viticole entoure la cité de Cartaxo et se situe à cheval sur l'Estrémadure et le Ribatejo. Ce vignoble produit des vins blanc et rouge fruités et facile à boire. Son enépagement comprend : Arinto, Castelão, Fernão Pires, Preto martinho, Tinta amarela, Trincadeira das Pratas, Ugni blanc et Vital.

### Chaves
Le chaves est un vin dont le terroir viticole se situe autour de la ville de Chaves dans le Trás-os-Montes et Haut Douro. Situé le long du rio Tâmega, le vignoble produit des vins à la robe lumineuse au style semblable à ceux produits dans l'appellation Douro. Les cépages sont : Bastardo, Boal, Codega, Gouveio, Malvasia fina, Tinta carvalha et Tinta amarela.

### Encostas da Nave
Les Encostas da Nave sont un vin dont le vignoble est situé au sud du terroir viticole du Douro (DOC), dans le nord de la région des Beiras. En bordure du Douro, ces vins sont très similaires aux autres vins de cette région. Ils ont comme encépagement : Folgosão, Gouveio, Malvasia fina, Mourisco, Tinta barroca, Touriga francesa et Touriga nacional.

### Pico

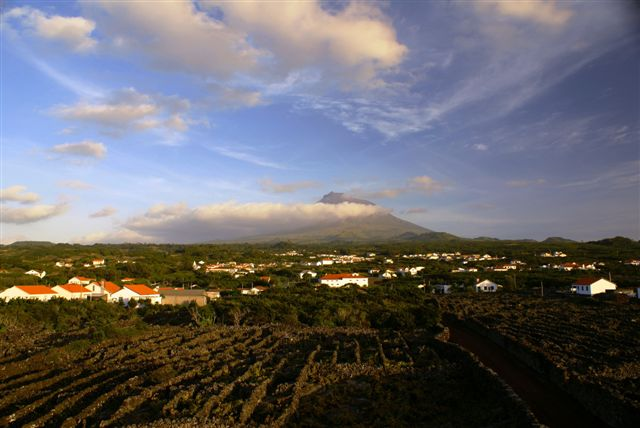
Currais de vignes dans l'île de Pico

Le pico est un vin dont le vignoble est situé sur l'île de Pico dans les Açores. La production de la région est principalement axée sur les vins doux naturels. Ils sont élaborés avec les cépages : Arinto, Terrantez et Verdelho blanc. Les vignes sont plantées dans des currais, petites parcelles contigües et rectangulaires de terre autour desquelles ont été construits des murets pour les protéger du vent et de l'eau de mer. Ce type de construction a été classé par lUNESCO au Patrimoine Mondial de l'Humanité.

### Varosa
Le varosa est un vin dont le terroir viticole est situé dans la région des Beiras au nord-ouest du pays. Ils sont traditionnellement utilisés par les producteurs pour élaborer des vins mousseux blancs ou rouges. Les principaux cépages de ce vignoble sont : Alvarelhão, Arinto, Bical, Cercial, Chardonnay, Fernão Pires, Folgosão, Gouveio, Malvasia fina, Pinot blanc, Pinot noir, Tinta roriz, Tinta barroca, Touriga francesa et Touriga nacional

## Vins régionaux
En portugais, les vinhos regionais (VR), sont des vins de table avec une Indication Géographique de Provenance (IGP). Ils ne font pas partie des vins de qualité produits dans des régions déterminées. Cette dénomination est une désignation semblable à celle d'un vin de pays.

### Açores
Les açores sont des vins produits dans l'archipel des Açores. La culture de la vigne dans les îles Terceira, Pico, Graciosa et une partie de l'archipel remonte au milieu du XVe siècle et fut introduite par les moines franciscains. Les similitudes des îles avec le sol et le climat de la Sicile firent acclimater le Verdicchio (Verdelho). Pour les vins de table rouge et blanc, produit dans l'ensemble de l'archipel, conformément aux conditions fixées dans l'ordonnance n° 853/2004, publiée le 19 juillet, la liste des cépages recommandés est la suivante :
- Cépages rouges : Agronómica, Cabernet franc, Cabernet sauvignon, Castelão, Complexa, Merlot, Pinot noir, Rufete, Saborinho, Tinta barroca, Touriga franca, Touriga nacional, Tinta roriz, Vinhão et Gewurztraminer (variété rose).
- Cépages blancs : Arinto, Bical, Chardonnay, Fernão Pires, Galego dourado, Generosa, Gouveio, Malvasia, Malvasia fina, Moscatel graúdo, Riesling, Rio Grande, Seara nova, Sercial, Tália, Terrantez, Verdelho blanc et Viosinho.

### Algarve
L'algarve est un vin dont le terroir viticole recouvre celui de la région de l'Algarve. Ce vignoble est situé sur la côte sud du Portugal, région touristique, et ses vins sont très peu exportés. L'encépagement est à base d'Arinto, Baga, Castelão, Fernão Pires, Rabo de Ovelha, Tinta amarela, Trincadeira das Pratas, Ugni blanc et Vital.
Outre ses vinhos regionais (VR), l'Algarve possède quatre grandes régions d'appellation : Lagos, Portimão, Lagoa et Tavira.

### Estremadura
L'estremadura est un vin dont le terroir viticole s'étend sur toute l'Estremadura. Alors que les terroirs de Beiras et Alentejo sont les plus vastes géographiquement, celui de l'Estremadura est le plus gros producteur en volume de vin. La région s'étend de Lisbonne le long de l'Atlantique et jusqu'à l'appellation Bairrada. L'encépagement est à base d'Alfrocherio preto, Antao Vaz, Arinto, Baga, Bastardo, Borrado das Moscas, Cabernet sauvignon, Camarate, Chardonnay, Esgana cao, Fernão Pires, Graciano, Jampal, Malvasia, Moreto, Castelão, Rabo de Ovelha, Ramisco, Tamarez, Tinta amarela, Trincadeira das Pratas, Ugni blanc et Vital.
D'autre part, il existe en Estremadura 9 grandes régions viticoles : Bucelas, Carcavelos, Colares, Alenquer, Arruda, Óbidos, Torres Vedras, Encostas de Aire et Cartaxo

### Minho

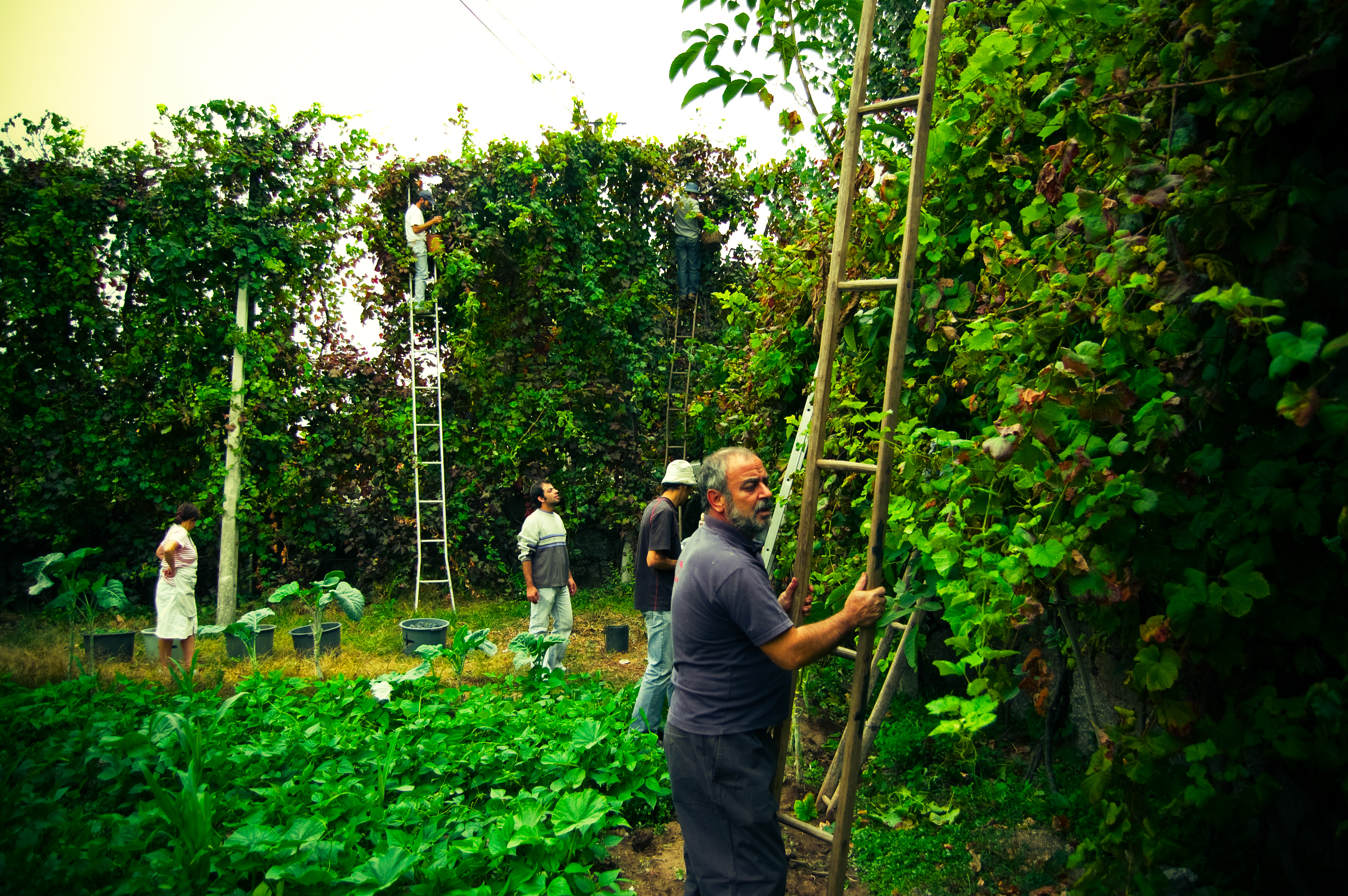
Vendanges dans la région du Minho

Le minho couvre le même terroir viticole que le vinho verde. Ses vins sont presque identiques à l'exception de cépages étrangers qui sont exclus de la Denominação de Origem Controlada. L'encépagement est composé de : Alvarinho, Arinto, Avesso, Azal blanc, Azal rouge, Batoca, Borraçal, Brancelho, Cabernet sauvignon, Chardonnay, Espadeiro, Loureiro, Merlot, Padreiro de Basto, Pedral, Rabo de Ovelha, Riesling, Trajadura et Vinhão.
Le vignoble couvre les districts de Viana do Castelo et de Braga, les concelhos de Ribeira de Pena et Mondim de Basto, le district de Vila Real, les concelhos de Santo Tirso, Vila do Conde, Póvoa de Varzim, Maia, Matosinhos, Gondomar, Valongo, Paredes, Paços de Ferreira, Lousada, Felgueiras, Penafiel, Amarante,Marco de Canaveses et Baião, le district de Porto, les concelhos de Castelo de Paiva, Vale de Cambra et Arouca, le district d'Aveiro, les concelhos de Resende et Cinfães (à l'exception de la ville de Barra), le district de Viseu, la freguesia de Ossela et le concelho de Oliveira de Azemeis.

### Terras do Sado

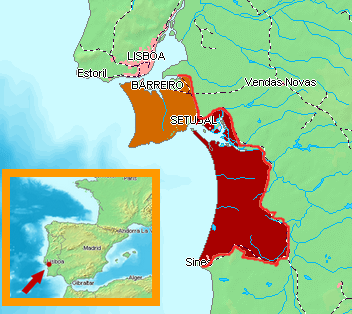
Carte des Terras do Sado

Les Terras do Sado sont un vin produit dans la région de Sado. Avec le muscat de Setúbal au nord-ouest et l'océan Atlantique à l'ouest, ce terroir viticole est presque entièrement entouré par celui de l'Alentejo.
Les vins rouges produits doivent contenir un mélange de cépages d'au moins 50 % d'tinta roriz, cabernet sauvignon, merlot, moscatel roxo, castelão, tinta amarela et touriga nacional. Les 50 % restants peuvent inclure alfrocheiro preto, alicante bouschet, bastardo, carignan, grand noir, monvedro, moreto et tinta miuda. Les vins blancs doivent contenir au moins 50 % d'arinto, chardonnay, fernão pires, malvasia fina, muscat d'Alexandrie et roupeiro. Les 50 % restants peuvent inclure antão vaz, esgana cao, sauvignon blanc, rabo de ovelha, trincadeira das pratas et ugni blanc.

## Commercialisation

### Exportation
Pour l'exportation les principaux pays sont en volume sur un total de 341 040 milliers d'hectolitres :
| Pays        | Hectolitres (millier) | Pourcentage % |
| France      | 56 030                | 16,43         |
| Angola      | 54 190                | 15,89         |
| Espagne     | 36 010                | 10,56         |
| Italie      | 31 930                | 9,36          |
| Royaume-Uni | 21 280                | 6,24          |
| Autres      | 141 600               | 41,50         |

Pour l'exportation les principaux pays sont en valeur sur un total de 443 349 millions € :
| Pays        | Millions € | Pourcentage % |
| France      | 109, 317   | 18,64         |
| Royaume-Uni | 72, 548    | 12,37         |
| Pays-Bas    | 57, 022    | 9,72          |
| Angola      | 46, 250    | 7,88          |
| Belgique    | 45, 907    | 7,68          |
| Autres      | 255, 539   | 43,56         |